# 1878
Portal Geschichte | Portal Biografien | Aktuelle Ereignisse | Jahreskalender | Tagesartikel

◄ |
18. Jahrhundert |
19. Jahrhundert
| 20. Jahrhundert | ►

◄ |
1840er |
1850er |
1860er |
1870er
| 1880er | 1890er | 1900er | ►

◄◄ |
◄ |
1874 |
1875 |
1876 |
1877 |
1878
| 1879 | 1880 | 1881 | 1882 | ► | ►►
Staatsoberhäupter · Wahlen · Nekrolog   · Musikjahr   · Sportjahr
| Januar | Januar | Januar | Januar | Januar | Januar | Januar | Januar |
| Kw     | Mo     | Di     | Mi     | Do     | Fr     | Sa     | So     |
| ------ | ------ | ------ | ------ | ------ | ------ | ------ | ------ |
| 1      |        | 1      | 2      | 3      | 4      | 5      | 6      |
| 2      | 7      | 8      | 9      | 10     | 11     | 12     | 13     |
| 3      | 14     | 15     | 16     | 17     | 18     | 19     | 20     |
| 4      | 21     | 22     | 23     | 24     | 25     | 26     | 27     |
| 5      | 28     | 29     | 30     | 31     |        |        |        |

| Februar | Februar | Februar | Februar | Februar | Februar | Februar | Februar |
| Kw      | Mo      | Di      | Mi      | Do      | Fr      | Sa      | So      |
| ------- | ------- | ------- | ------- | ------- | ------- | ------- | ------- |
| 5       |         |         |         |         | 1       | 2       | 3       |
| 6       | 4       | 5       | 6       | 7       | 8       | 9       | 10      |
| 7       | 11      | 12      | 13      | 14      | 15      | 16      | 17      |
| 8       | 18      | 19      | 20      | 21      | 22      | 23      | 24      |
| 9       | 25      | 26      | 27      | 28      |         |         |         |

| März | März | März | März | März | März | März | März |
| Kw   | Mo   | Di   | Mi   | Do   | Fr   | Sa   | So   |
| ---- | ---- | ---- | ---- | ---- | ---- | ---- | ---- |
| 9    |      |      |      |      | 1    | 2    | 3    |
| 10   | 4    | 5    | 6    | 7    | 8    | 9    | 10   |
| 11   | 11   | 12   | 13   | 14   | 15   | 16   | 17   |
| 12   | 18   | 19   | 20   | 21   | 22   | 23   | 24   |
| 13   | 25   | 26   | 27   | 28   | 29   | 30   | 31   |

| April | April | April | April | April | April | April | April |
| Kw    | Mo    | Di    | Mi    | Do    | Fr    | Sa    | So    |
| ----- | ----- | ----- | ----- | ----- | ----- | ----- | ----- |
| 14    | 1     | 2     | 3     | 4     | 5     | 6     | 7     |
| 15    | 8     | 9     | 10    | 11    | 12    | 13    | 14    |
| 16    | 15    | 16    | 17    | 18    | 19    | 20    | 21    |
| 17    | 22    | 23    | 24    | 25    | 26    | 27    | 28    |
| 18    | 29    | 30    |       |       |       |       |       |

| Mai | Mai | Mai | Mai | Mai | Mai | Mai | Mai |
| Kw  | Mo  | Di  | Mi  | Do  | Fr  | Sa  | So  |
| 18  |     |     | 1   | 2   | 3   | 4   | 5   |
| 19  | 6   | 7   | 8   | 9   | 10  | 11  | 12  |
| 20  | 13  | 14  | 15  | 16  | 17  | 18  | 19  |
| 21  | 20  | 21  | 22  | 23  | 24  | 25  | 26  |
| 22  | 27  | 28  | 29  | 30  | 31  |     |     |
| --- | --- | --- | --- | --- | --- | --- | --- |

| Juni | Juni | Juni | Juni | Juni | Juni | Juni | Juni |
| Kw   | Mo   | Di   | Mi   | Do   | Fr   | Sa   | So   |
| ---- | ---- | ---- | ---- | ---- | ---- | ---- | ---- |
| 22   |      |      |      |      |      | 1    | 2    |
| 23   | 3    | 4    | 5    | 6    | 7    | 8    | 9    |
| 24   | 10   | 11   | 12   | 13   | 14   | 15   | 16   |
| 25   | 17   | 18   | 19   | 20   | 21   | 22   | 23   |
| 26   | 24   | 25   | 26   | 27   | 28   | 29   | 30   |

| Juli | Juli | Juli | Juli | Juli | Juli | Juli | Juli |
| Kw   | Mo   | Di   | Mi   | Do   | Fr   | Sa   | So   |
| ---- | ---- | ---- | ---- | ---- | ---- | ---- | ---- |
| 27   | 1    | 2    | 3    | 4    | 5    | 6    | 7    |
| 28   | 8    | 9    | 10   | 11   | 12   | 13   | 14   |
| 29   | 15   | 16   | 17   | 18   | 19   | 20   | 21   |
| 30   | 22   | 23   | 24   | 25   | 26   | 27   | 28   |
| 31   | 29   | 30   | 31   |      |      |      |      |

| August | August | August | August | August | August | August | August |
| Kw     | Mo     | Di     | Mi     | Do     | Fr     | Sa     | So     |
| ------ | ------ | ------ | ------ | ------ | ------ | ------ | ------ |
| 31     |        |        |        | 1      | 2      | 3      | 4      |
| 32     | 5      | 6      | 7      | 8      | 9      | 10     | 11     |
| 33     | 12     | 13     | 14     | 15     | 16     | 17     | 18     |
| 34     | 19     | 20     | 21     | 22     | 23     | 24     | 25     |
| 35     | 26     | 27     | 28     | 29     | 30     | 31     |        |

| September | September | September | September | September | September | September | September |
| Kw        | Mo        | Di        | Mi        | Do        | Fr        | Sa        | So        |
| --------- | --------- | --------- | --------- | --------- | --------- | --------- | --------- |
| 35        |           |           |           |           |           |           | 1         |
| 36        | 2         | 3         | 4         | 5         | 6         | 7         | 8         |
| 37        | 9         | 10        | 11        | 12        | 13        | 14        | 15        |
| 38        | 16        | 17        | 18        | 19        | 20        | 21        | 22        |
| 39        | 23        | 24        | 25        | 26        | 27        | 28        | 29        |
| 40        | 30        |           |           |           |           |           |           |

| Oktober | Oktober | Oktober | Oktober | Oktober | Oktober | Oktober | Oktober |
| Kw      | Mo      | Di      | Mi      | Do      | Fr      | Sa      | So      |
| ------- | ------- | ------- | ------- | ------- | ------- | ------- | ------- |
| 40      |         | 1       | 2       | 3       | 4       | 5       | 6       |
| 41      | 7       | 8       | 9       | 10      | 11      | 12      | 13      |
| 42      | 14      | 15      | 16      | 17      | 18      | 19      | 20      |
| 43      | 21      | 22      | 23      | 24      | 25      | 26      | 27      |
| 44      | 28      | 29      | 30      | 31      |         |         |         |

| November | November | November | November | November | November | November | November |
| Kw       | Mo       | Di       | Mi       | Do       | Fr       | Sa       | So       |
| -------- | -------- | -------- | -------- | -------- | -------- | -------- | -------- |
| 44       |          |          |          |          | 1        | 2        | 3        |
| 45       | 4        | 5        | 6        | 7        | 8        | 9        | 10       |
| 46       | 11       | 12       | 13       | 14       | 15       | 16       | 17       |
| 47       | 18       | 19       | 20       | 21       | 22       | 23       | 24       |
| 48       | 25       | 26       | 27       | 28       | 29       | 30       |          |

| Dezember | Dezember | Dezember | Dezember | Dezember | Dezember | Dezember | Dezember |
| Kw       | Mo       | Di       | Mi       | Do       | Fr       | Sa       | So       |
| -------- | -------- | -------- | -------- | -------- | -------- | -------- | -------- |
| 48       |          |          |          |          |          |          | 1        |
| 49       | 2        | 3        | 4        | 5        | 6        | 7        | 8        |
| 50       | 9        | 10       | 11       | 12       | 13       | 14       | 15       |
| 51       | 16       | 17       | 18       | 19       | 20       | 21       | 22       |
| 52       | 23       | 24       | 25       | 26       | 27       | 28       | 29       |
| 1        | 30       | 31       |          |          |          |          |          |

| Januar | Januar | Januar | Januar | Januar | Januar | Januar | Januar |
| Kw     | Mo     | Di     | Mi     | Do     | Fr     | Sa     | So     |
| ------ | ------ | ------ | ------ | ------ | ------ | ------ | ------ |
| 1      |        | 1      | 2      | 3      | 4      | 5      | 6      |
| 2      | 7      | 8      | 9      | 10     | 11     | 12     | 13     |
| 3      | 14     | 15     | 16     | 17     | 18     | 19     | 20     |
| 4      | 21     | 22     | 23     | 24     | 25     | 26     | 27     |
| 5      | 28     | 29     | 30     | 31     |        |        |        |

| Februar | Februar | Februar | Februar | Februar | Februar | Februar | Februar |
| Kw      | Mo      | Di      | Mi      | Do      | Fr      | Sa      | So      |
| ------- | ------- | ------- | ------- | ------- | ------- | ------- | ------- |
| 5       |         |         |         |         | 1       | 2       | 3       |
| 6       | 4       | 5       | 6       | 7       | 8       | 9       | 10      |
| 7       | 11      | 12      | 13      | 14      | 15      | 16      | 17      |
| 8       | 18      | 19      | 20      | 21      | 22      | 23      | 24      |
| 9       | 25      | 26      | 27      | 28      |         |         |         |

| März | März | März | März | März | März | März | März |
| Kw   | Mo   | Di   | Mi   | Do   | Fr   | Sa   | So   |
| ---- | ---- | ---- | ---- | ---- | ---- | ---- | ---- |
| 9    |      |      |      |      | 1    | 2    | 3    |
| 10   | 4    | 5    | 6    | 7    | 8    | 9    | 10   |
| 11   | 11   | 12   | 13   | 14   | 15   | 16   | 17   |
| 12   | 18   | 19   | 20   | 21   | 22   | 23   | 24   |
| 13   | 25   | 26   | 27   | 28   | 29   | 30   | 31   |

| April | April | April | April | April | April | April | April |
| Kw    | Mo    | Di    | Mi    | Do    | Fr    | Sa    | So    |
| ----- | ----- | ----- | ----- | ----- | ----- | ----- | ----- |
| 14    | 1     | 2     | 3     | 4     | 5     | 6     | 7     |
| 15    | 8     | 9     | 10    | 11    | 12    | 13    | 14    |
| 16    | 15    | 16    | 17    | 18    | 19    | 20    | 21    |
| 17    | 22    | 23    | 24    | 25    | 26    | 27    | 28    |
| 18    | 29    | 30    |       |       |       |       |       |

| Mai | Mai | Mai | Mai | Mai | Mai | Mai | Mai |
| Kw  | Mo  | Di  | Mi  | Do  | Fr  | Sa  | So  |
| 18  |     |     | 1   | 2   | 3   | 4   | 5   |
| 19  | 6   | 7   | 8   | 9   | 10  | 11  | 12  |
| 20  | 13  | 14  | 15  | 16  | 17  | 18  | 19  |
| 21  | 20  | 21  | 22  | 23  | 24  | 25  | 26  |
| 22  | 27  | 28  | 29  | 30  | 31  |     |     |
| --- | --- | --- | --- | --- | --- | --- | --- |

| Juni | Juni | Juni | Juni | Juni | Juni | Juni | Juni |
| Kw   | Mo   | Di   | Mi   | Do   | Fr   | Sa   | So   |
| ---- | ---- | ---- | ---- | ---- | ---- | ---- | ---- |
| 22   |      |      |      |      |      | 1    | 2    |
| 23   | 3    | 4    | 5    | 6    | 7    | 8    | 9    |
| 24   | 10   | 11   | 12   | 13   | 14   | 15   | 16   |
| 25   | 17   | 18   | 19   | 20   | 21   | 22   | 23   |
| 26   | 24   | 25   | 26   | 27   | 28   | 29   | 30   |

| Juli | Juli | Juli | Juli | Juli | Juli | Juli | Juli |
| Kw   | Mo   | Di   | Mi   | Do   | Fr   | Sa   | So   |
| ---- | ---- | ---- | ---- | ---- | ---- | ---- | ---- |
| 27   | 1    | 2    | 3    | 4    | 5    | 6    | 7    |
| 28   | 8    | 9    | 10   | 11   | 12   | 13   | 14   |
| 29   | 15   | 16   | 17   | 18   | 19   | 20   | 21   |
| 30   | 22   | 23   | 24   | 25   | 26   | 27   | 28   |
| 31   | 29   | 30   | 31   |      |      |      |      |

| August | August | August | August | August | August | August | August |
| Kw     | Mo     | Di     | Mi     | Do     | Fr     | Sa     | So     |
| ------ | ------ | ------ | ------ | ------ | ------ | ------ | ------ |
| 31     |        |        |        | 1      | 2      | 3      | 4      |
| 32     | 5      | 6      | 7      | 8      | 9      | 10     | 11     |
| 33     | 12     | 13     | 14     | 15     | 16     | 17     | 18     |
| 34     | 19     | 20     | 21     | 22     | 23     | 24     | 25     |
| 35     | 26     | 27     | 28     | 29     | 30     | 31     |        |

| September | September | September | September | September | September | September | September |
| Kw        | Mo        | Di        | Mi        | Do        | Fr        | Sa        | So        |
| --------- | --------- | --------- | --------- | --------- | --------- | --------- | --------- |
| 35        |           |           |           |           |           |           | 1         |
| 36        | 2         | 3         | 4         | 5         | 6         | 7         | 8         |
| 37        | 9         | 10        | 11        | 12        | 13        | 14        | 15        |
| 38        | 16        | 17        | 18        | 19        | 20        | 21        | 22        |
| 39        | 23        | 24        | 25        | 26        | 27        | 28        | 29        |
| 40        | 30        |           |           |           |           |           |           |

| Oktober | Oktober | Oktober | Oktober | Oktober | Oktober | Oktober | Oktober |
| Kw      | Mo      | Di      | Mi      | Do      | Fr      | Sa      | So      |
| ------- | ------- | ------- | ------- | ------- | ------- | ------- | ------- |
| 40      |         | 1       | 2       | 3       | 4       | 5       | 6       |
| 41      | 7       | 8       | 9       | 10      | 11      | 12      | 13      |
| 42      | 14      | 15      | 16      | 17      | 18      | 19      | 20      |
| 43      | 21      | 22      | 23      | 24      | 25      | 26      | 27      |
| 44      | 28      | 29      | 30      | 31      |         |         |         |

| November | November | November | November | November | November | November | November |
| Kw       | Mo       | Di       | Mi       | Do       | Fr       | Sa       | So       |
| -------- | -------- | -------- | -------- | -------- | -------- | -------- | -------- |
| 44       |          |          |          |          | 1        | 2        | 3        |
| 45       | 4        | 5        | 6        | 7        | 8        | 9        | 10       |
| 46       | 11       | 12       | 13       | 14       | 15       | 16       | 17       |
| 47       | 18       | 19       | 20       | 21       | 22       | 23       | 24       |
| 48       | 25       | 26       | 27       | 28       | 29       | 30       |          |

| Dezember | Dezember | Dezember | Dezember | Dezember | Dezember | Dezember | Dezember |
| Kw       | Mo       | Di       | Mi       | Do       | Fr       | Sa       | So       |
| -------- | -------- | -------- | -------- | -------- | -------- | -------- | -------- |
| 48       |          |          |          |          |          |          | 1        |
| 49       | 2        | 3        | 4        | 5        | 6        | 7        | 8        |
| 50       | 9        | 10       | 11       | 12       | 13       | 14       | 15       |
| 51       | 16       | 17       | 18       | 19       | 20       | 21       | 22       |
| 52       | 23       | 24       | 25       | 26       | 27       | 28       | 29       |
| 1        | 30       | 31       |          |          |          |          |          |

## Ereignisse

### Politik und Weltgeschehen

#### Balkan/Osmanisches Reich
- 9. Januar: Im Russisch-Osmanischen Krieg gelingt den Russen die Gefangennahme einer osmanischen Armee am umkämpften Schipkapass, was den Siegern ein Vorrücken nach Rumelien gestattet.
- 17. Januar: Die Schlacht von Plowdiw ist eine der letzten Schlachten im Russisch-Osmanischen Krieg.
- 31. Januar: Der zweite Serbisch-Osmanische Krieg endet. Am gleichen Tag schließen auch Russland und das Osmanische Reich den Waffenstillstand von Edirne.

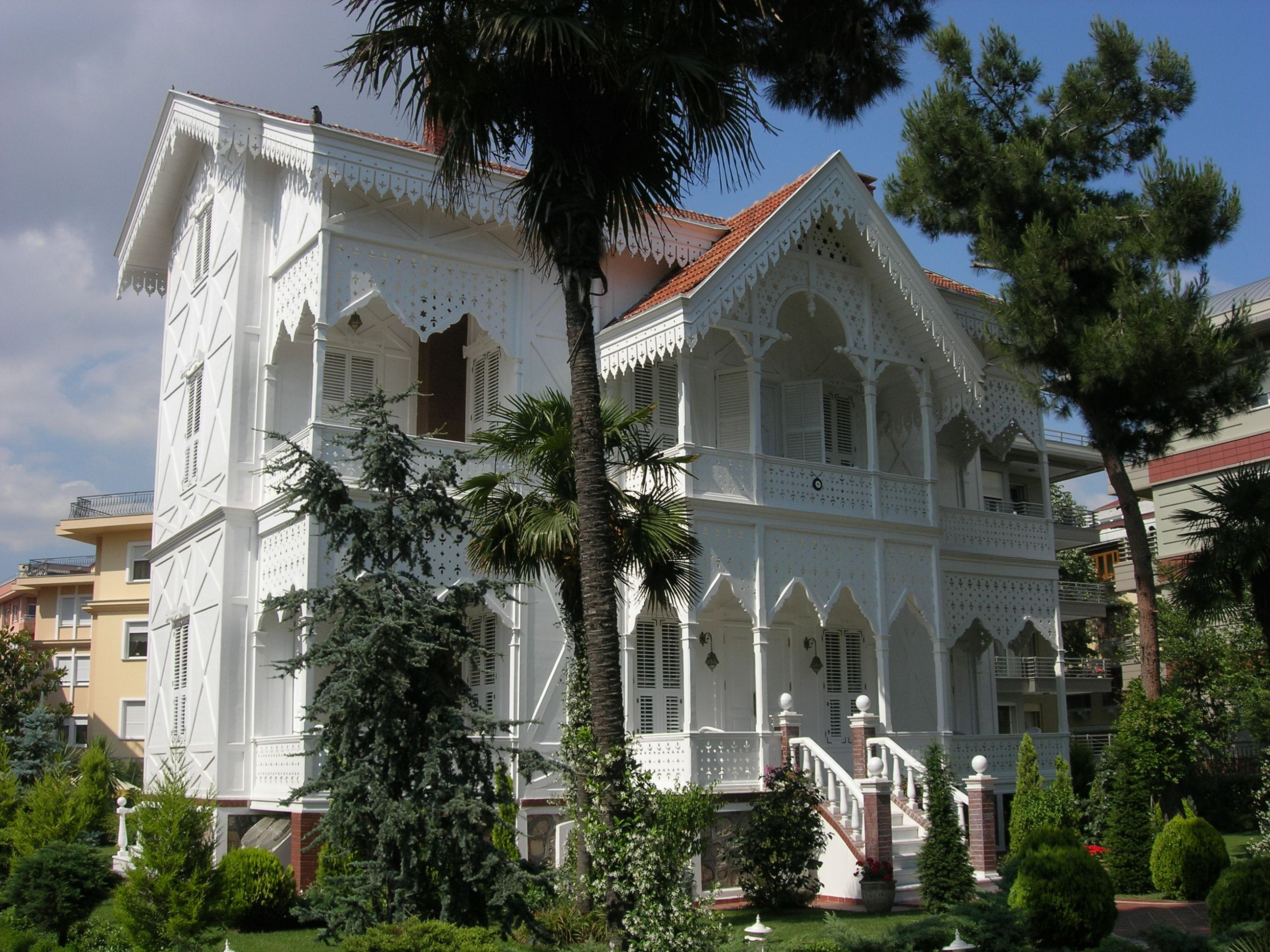
In diesem Haus wurde 1878 der Frieden von San Stefano unterzeichnet.

Bulgarien; Grenzen nach dem Frieden von San Stefano und dem Berliner Kongress

- 3. März: Frieden von San Stefano: Das Osmanische Reich muss sich einem für Russland günstigen Diktatfrieden beugen. Da der Machtzuwachs Russlands den Großmächten Österreich-Ungarn, Großbritannien und Frankreich zu weit geht, wird es noch im gleichen Jahr zum Berliner Kongress kommen. Bulgarien wird nach fast 500 Jahren osmanischer Herrschaft wieder unabhängig.
- 22. Mai: Rumänien erklärt seine Unabhängigkeit vom Osmanischen Reich.
- 4. Juni: Großbritannien erhält in einem zunächst geheimen Vertrag mit dem Osmanischen Reich die Insel Zypern abgetreten, doch behält sich der Sultan Souveränitätsrechte vor. Die Briten versprechen, ihn im Gegenzug gegen die russische Expansion zu unterstützen.
- 10. Juni: In der Bayrakli-Moschee in Prizren wird die Liga von Prizren gegründet, die erste albanische Vereinigung ihrer Art, die sich zum Ziel gesetzt hatte, alle mehrheitlich von Albanern bewohnten Gebiete im Osmanischen Reich zu einem Nationalstaat zu schaffen. Drei Jahre später wurde die Liga von osmanischen Soldaten und Polizisten gewaltsam aufgelöst.

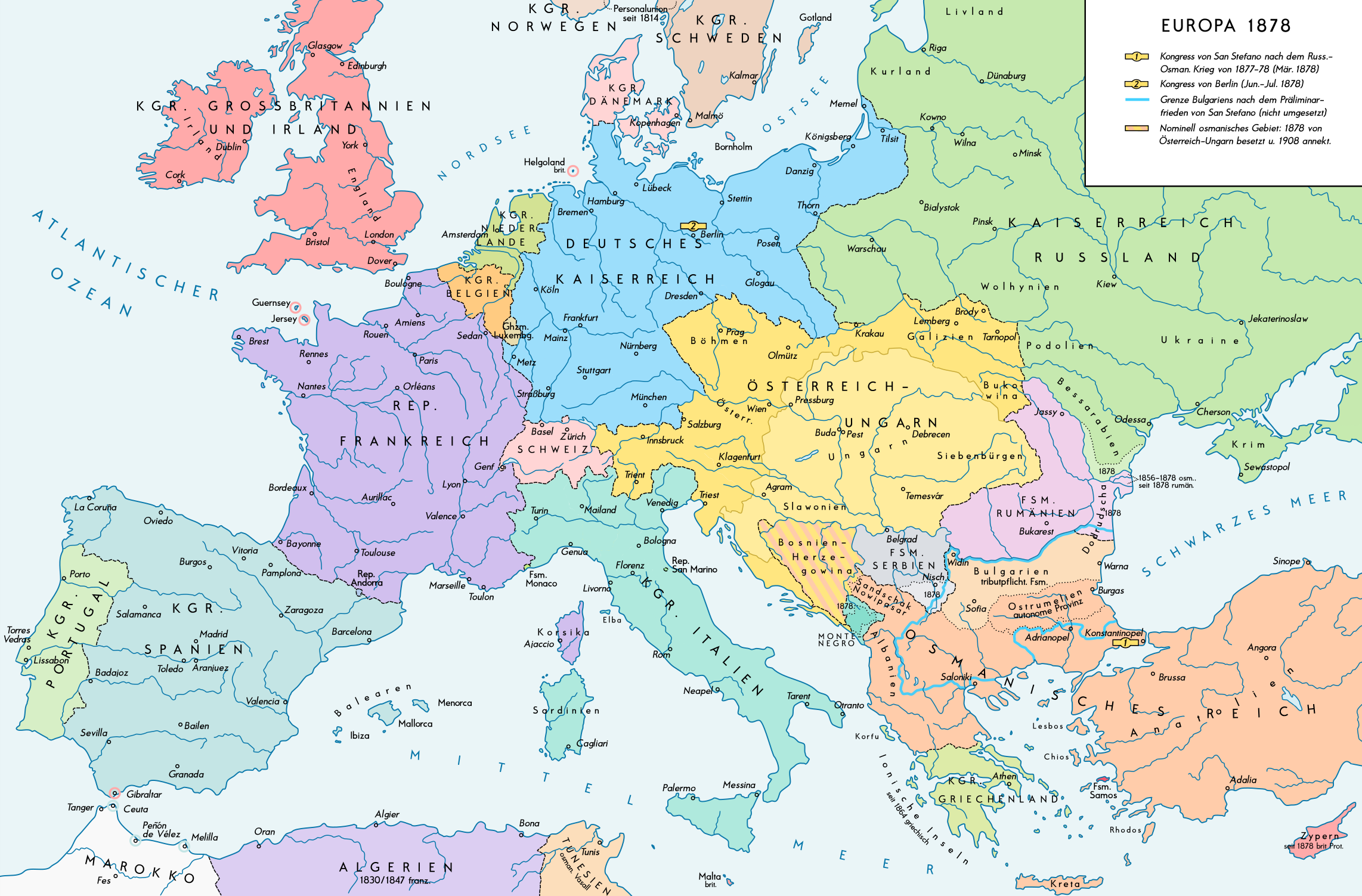
Europa 1878, nach dem Berliner Kongress und der politischen und territorialen Neuordnung des Balkans

- 13. Juni bis 13. Juli: Berliner Kongress unter dem Vorsitz Otto von Bismarcks: Rumänien, Serbien und Montenegro werden unabhängig, Rumänien erhält zudem die Dobrudscha, muss dafür jedoch einen Teil von Bessarabien an Russland abtreten. Bulgarien erhält einen Sonderstatus, bleibt jedoch dem Osmanischen Reich gegenüber tributpflichtig. Österreich-Ungarn darf Bosnien und die Herzegowina besetzen, Großbritannien erhält Zypern pachtweise, während Raszien, Albanien, Makedonien und Rumelien beim Osmanischen Reich verbleiben.
- 29. Juli: Österreich-Ungarn beginnt im Okkupationsfeldzug die Besetzung von Bosnien und der Herzegowina gemäß dem beim Berliner Kongress getroffenen Frieden.
- 19. August: Bei ihrem Einmarsch in Bosnien nehmen österreichische Truppen unter dem Befehl von Joseph Philippovich von Philippsberg die Stadt Sarajevo ein.

#### Deutsches Reich

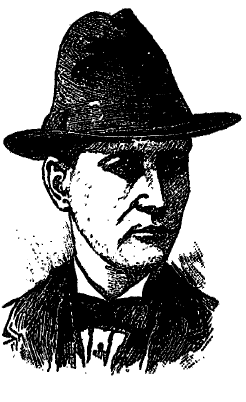
Max Hödel

- 11. Mai: Nach dem Attentat Max Hödels auf Kaiser Wilhelm I. fordert Reichskanzler Otto von Bismarck ein Verbot der Sozialdemokratie.

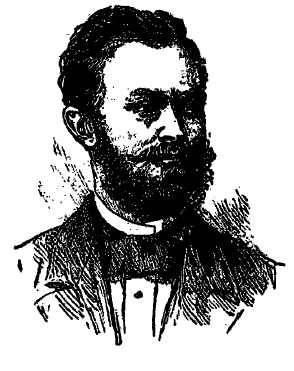
Karl Eduard Nobiling

- 2. Juni: Der deutsche Kaiser Wilhelm I. wird bei einem Attentat durch einen Schrotschuss von Karl Eduard Nobiling schwer verwundet. Der Attentäter schießt sich vor der Festnahme in den Kopf und stirbt wenig später.
- 11. Juni: Weil der Reichstag nach einem Attentat auf Kaiser Wilhelm I. mehrheitlich ein Verbot der Sozialdemokraten abgelehnt hat, wird er den Bestimmungen der Verfassung gemäß vom Kaiser aufgelöst. Die darauffolgende Neuwahl bringt den Konservativen einen klaren Sieg bei den Mandaten, nachdem zuvor ein zweites Attentat auf den Regenten bei Teilen der Bevölkerung für weiteren Unmut gesorgt hat.
- 30. Juli: Die deutsche Reichstagswahl wird nach zwei Attentaten auf den Kaiser Wilhelm I. von den Konservativen gewonnen. Es gibt nun eine Mehrheit für das vom Reichskanzler Otto von Bismarck gewünschte Sozialistengesetz.
- 19. Oktober: Der Deutsche Reichstag beschließt mit 221 Stimmen von Konservativen und Liberalen gegen 149 Stimmen von Fortschrittlichen, Zentrum und Sozialdemokraten das Gesetz gegen die gemeingefährlichen Bestrebungen der Sozialdemokratie und legalisiert damit die von Otto von Bismarck zur Staatsdoktrin erhobene Sozialistenverfolgung.

#### Weitere Ereignisse in Europa
- 1. Januar: Karl Schenk wird zum vierten Mal Bundespräsident der Schweiz.

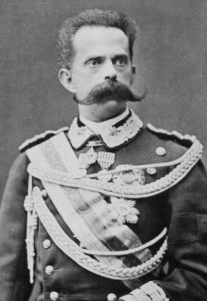
König Umberto I. von Italien

- 9. Januar: Umberto I. folgt seinem verstorbenen Vater Viktor Emanuel II. als König von Italien.
- 13. November: Bei Parlamentswahlen in Portugal unterliegt die regierende Partido Progressista unter António José de Ávila. Neuer Premierminister wird António Maria de Fontes Pereira de Melo von der siegreichen Regenerationspartei. Erstmals gelingt es auch den Republikanern, die für die Abschaffung der Monarchie eintreten, ein Mandat zu erringen.

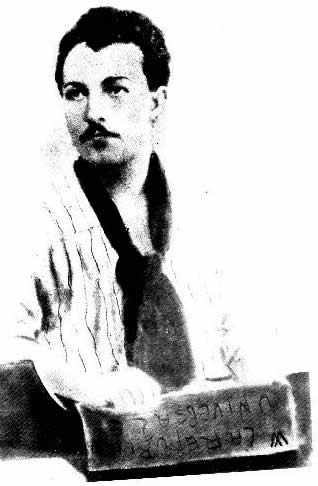
Giovanni Passannante

- 17. November: Auf Italiens König Umberto I. wird vom Koch Giovanni Passannante in Neapel ein Attentat verübt. Der Herrscher erleidet leichte Verletzungen.

#### Amerika
- 10. Februar: Der Frieden von Zanjón wird geschlossen. Der Zehnjährige Krieg um die Unabhängigkeit Kubas geht mit der Kapitulation der Aufständischen zu Ende. Die spanische Autorität über Kuba wird akzeptiert.
- 28. Mai: Auf Kuba endet offiziell der Zehnjährige Krieg gegen die Kolonialmacht Spanien. Der Provisorischen Regierung gelingt es, auch die von Antonio Maceo befehligte Rebellengruppe zum Anerkennen des Friedens von Zanjón zu bewegen. Darin kapituliert die kubanische Unabhängigkeitsarmee.
- 12. November: US-Präsident Rutherford B. Hayes entscheidet als von Argentinien gebetener Schiedsrichter im Streit über den Grenzverlauf im Gran Chaco zu Gunsten Paraguays und zu Lasten der Tripel-Allianz.

#### Afrika
- 12. März: Die Walfischbucht und ein sie umgebender Landstreifen im südwestlichen Afrika werden britischer Besitz.
- Der unter dem Namen Mehmed Emin Pascha bekannte Afrikaforscher Eduard Schnitzer aus Oppeln wird zum Gouverneur der türkisch-ägyptischen Äquatorial-Provinz in Zentralafrika ernannt.
- Lewanika I. wird Litunga (König) von Barotseland.

#### Arktis
- 16. August: Im westsibirischen Eismeer wird die Insel Ensomheden („Einsamkeit“) entdeckt.

#### Asien

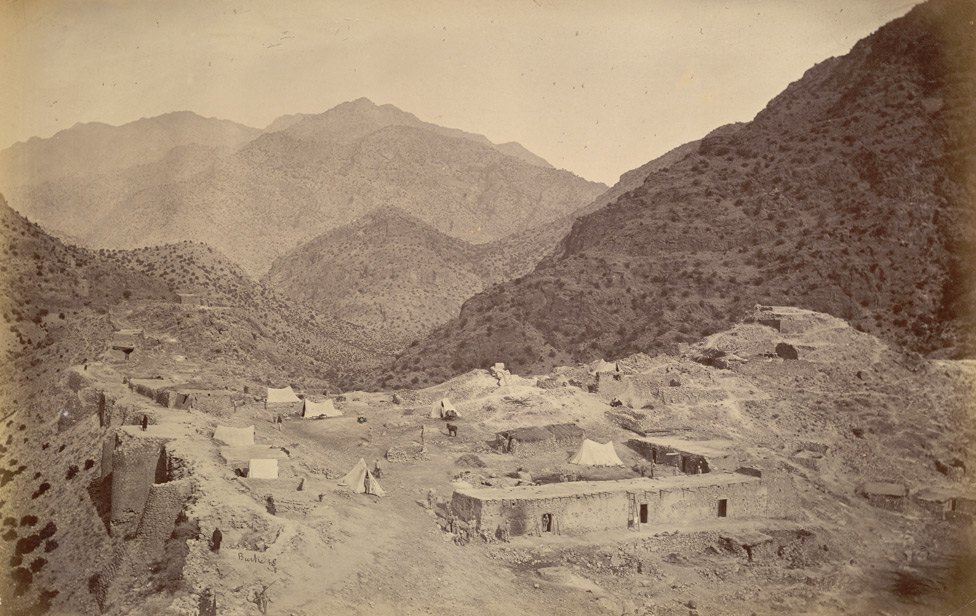
Die eingenommene Bergfestung Ali Masjid

- 22. November: Mit der von der britischen Armee in der Nähe des Chaiber-Passes gewonnenen Schlacht von Ali Masjid setzt der Zweite Anglo-Afghanische Krieg ein. Der Krieg dauert bis 1880 an.

#### Ozeanien
- Nauruischer Stammeskrieg: Krieg zwischen den zwölf verschiedenen Stämmen auf der pazifischen Insel Nauru; er dauerte von 1878 bis zum 3. Oktober 1888.

### Wirtschaft
- 21. Februar: New Haven (Connecticut) verfügt über das weltweit erste Verzeichnis der Telefonteilnehmer. Es umfasst 50 Einträge.

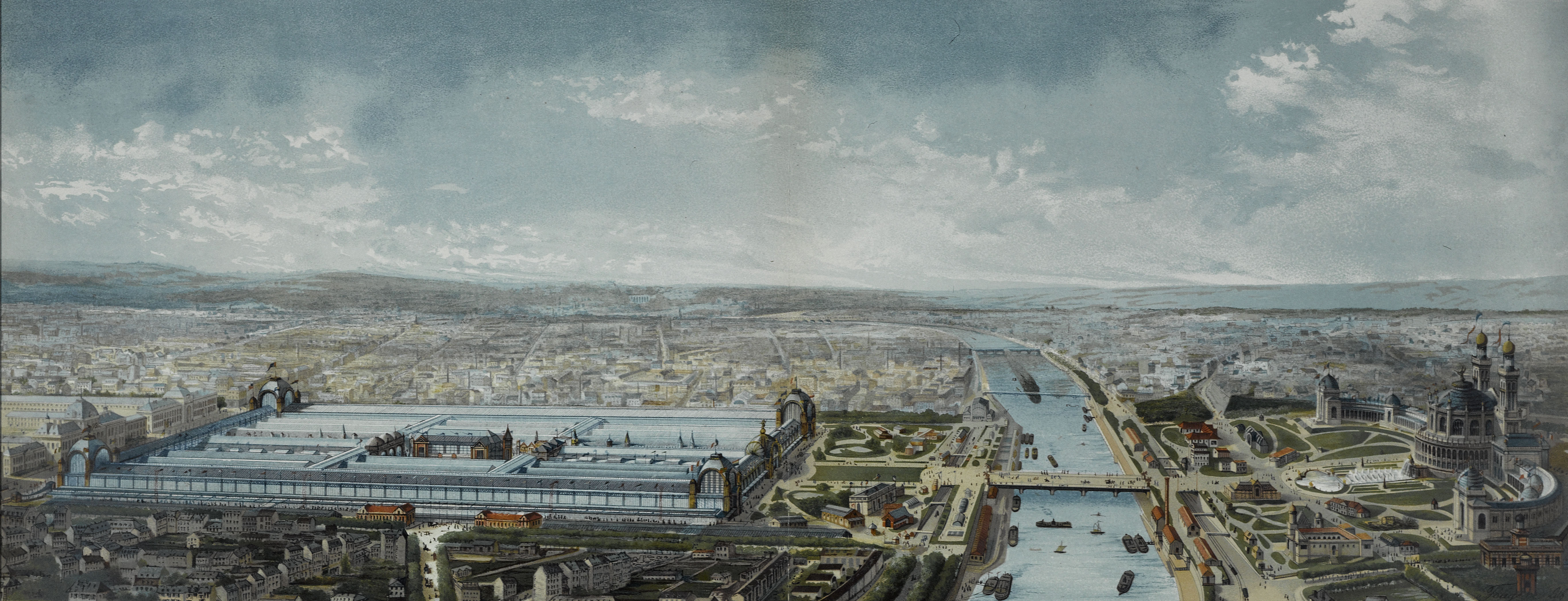
Panorama der Weltausstellung

- 1. Mai: Auf dem Pariser Champ de Mars wird die Weltausstellung (Exposition Universelle) – erstmals mit Länderpavillons – eröffnet. Sie dauert bis zum 1. Oktober und wird von rund 16 Millionen Menschen besucht. Zu den Attraktionen der Ausstellung gehören ein großes Aquarium, ein mächtiger Fesselballon und der Kopf der Freiheitsstatue von Frédéric-Auguste Bartholdi. Als Neuheiten werden u. a. eine Eismaschine und elektrisches Licht vorgestellt. Der Architekt Gabriel Davioud und der Ingenieur Jules Bourdais errichteten aus Anlass dieser Weltausstellung das Palais du Trocadéro.
- 14. Mai: Die Handelsmarke Vaseline wird für Robert Chesebrough registriert, der seit sechs Jahren das Patent auf die Herstellung der Salbe hält.
- 15. Mai: In Tokio wird die erste Börse Japans gegründet. Der Handel beginnt am 1. Juni.
- 3. Juli: Die Spielkartensteuer wird gesetzliche Einnahmequelle im Deutschen Reich und löst Landesabgaben ab.
- Shōzō Kawasaki gründet in Tokio die Schiffswerft Kawasaki Tsukiji Shipyard.
- In Deutschland wird das erste Mutterschutzgesetz erlassen. Es sah nach der Entbindung drei arbeitsfreie Wochen vor.
- Gründung der Brauerei Moritz Fiege.

### Wissenschaft und Technik
- 19. Januar: In New Haven im US-Bundesstaat Connecticut wird die erste öffentliche Telefonzelle aufgestellt.
- 30. Januar: In Breslau gelingt Wilhelm Alexander Freund die erste wissenschaftlich fundierte und reproduzierbare einfache totale Entfernung einer von Krebs befallenen Gebärmutter über einen Bauchschnitt.
- 9. Mai: David Edward Hughes präsentiert in der Royal Society in London ein verbessertes Mikrofon, das von ihm entwickelte Kohlemikrofon.

Serienfotografie eines galoppierenden Pferdes von Eadweard Muybridge

- 15. Juni: Eadweard Muybridge gelingt erstmals vor Publikum die Serienfotografie eines galoppierenden Pferdes.
- 4. Juli: Von Göteborg aus startet Adolf Erik Nordenskiöld zur ersten erfolgreichen Nordostpassage.
- 9. September: Auf dem Burgberg von Pergamon beginnt Carl Humann mit Ausgrabungen. Zu den bedeutsamen Funden nach mehrjähriger Arbeit zählt der Pergamonaltar.
- 23. Oktober: Édouard Jean-Marie Stephan erblickt im Sternbild Andromeda die Galaxie mit der späteren Bezeichnung NGC 304.

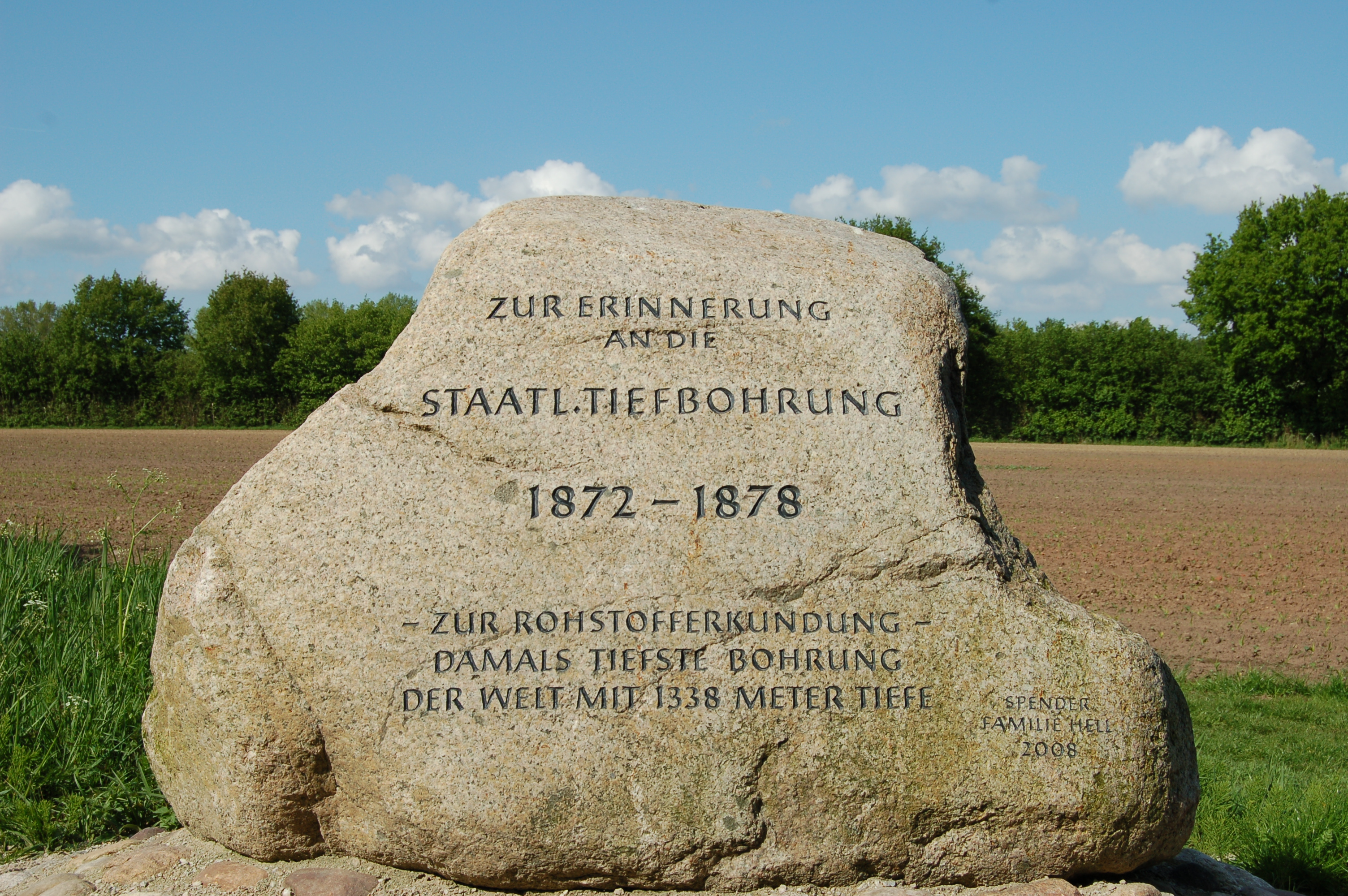
Gedenkstein an die tiefste Erdbohrung des 19. Jahrhunderts in Deutschland

- In Klein Nordende wird mit 1338 Metern ein neuer Tiefbohrrekord aufgestellt.
- Josiah Willard Gibbs entwickelt seine Phasenregel der Thermodynamik.
- Carl Gustav Patrik de Laval erfindet die Milchzentrifuge.
- Adolf von Baeyer entwickelt die Indigosynthese.
- Thomas Edison entwickelte in den USA die Glühbirne.
- Gerbillus pusillus, eine so genannte Zwerg-Rennmaus, wird das erste Mal wissenschaftlich beschrieben.
- Münzfund von Græsli

### Kultur

#### Bildende Kunst

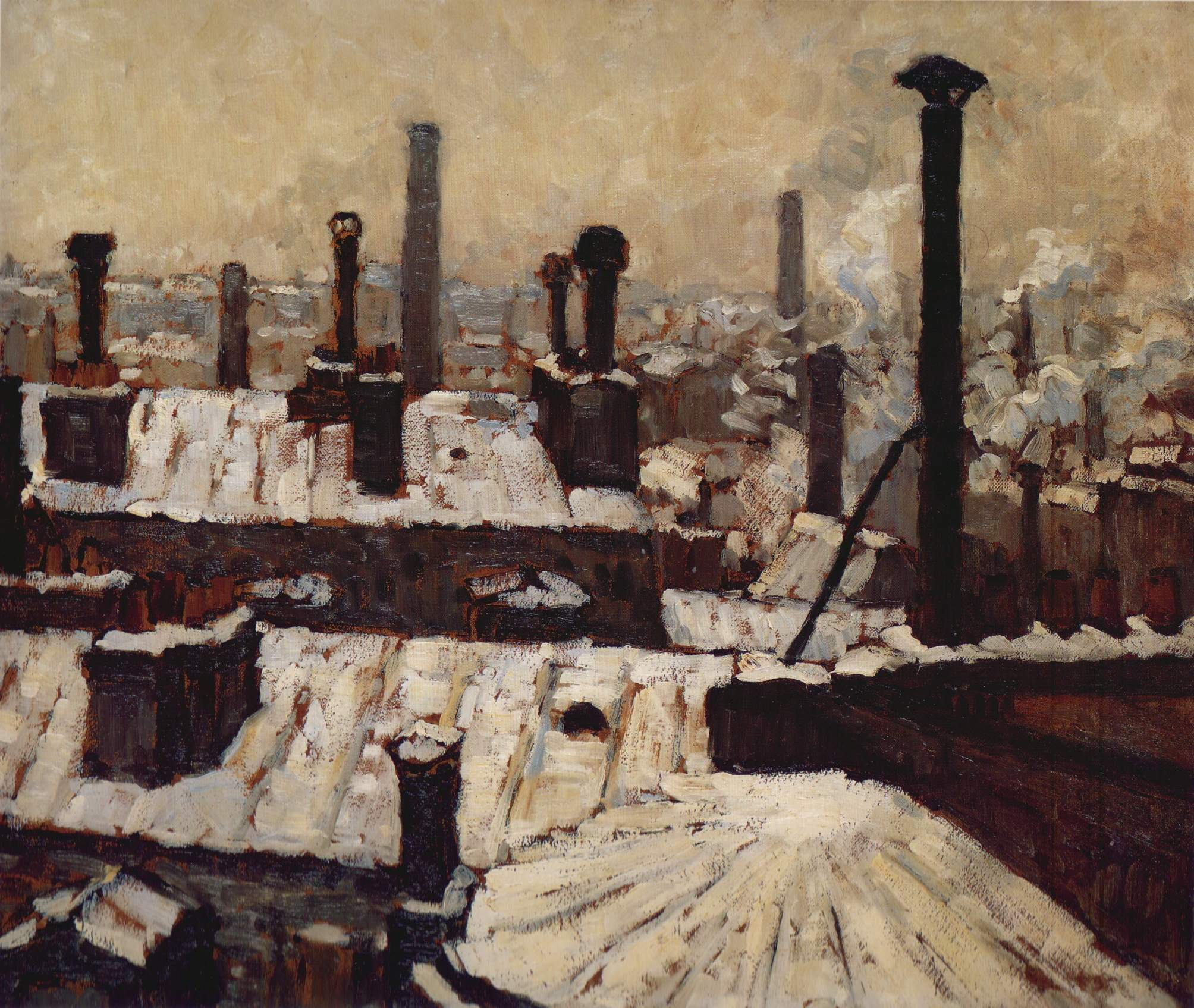
Caillebotte: Beschneite Dächer (vorbereitende Skizze für Verschneite Dächer, Öl auf Leinwand)

- Nach zwei im Sommer gemalten Motiven mit der Place St.-Augustin, die eine Stadtansicht auf Straßenniveau abbilden, geht Gustave Caillebotte mit den Ansichten der Rue Halévy dazu über, den Blick des Betrachters – vom Fenster eines oberen Stockwerkes aus – in die Straße hinunter zu lenken. Zudem zeigt Caillebotte in den Bildern der Rue Halévy erstmals einen Blick auf die Dächer von Paris. Im Dezember beginnt Caillebotte mit seiner Arbeit an dem Gemälde Verschneite Dächer, das er vermutlich Anfang des folgenden Jahres fertigstellt.

#### Musik und Theater
- 5. Januar: Der Teufel auf Erden, eine Operette in vier Akten von Franz von Suppè auf das Libretto von Karl Juin und Julius Hopp wird am Carltheater in Wien uraufgeführt.
- 23. März: Am Theater an der Wien in Wien wird Karl Millöckers Operette Das verwunschene Schloss uraufgeführt. Das Libretto stammt von Alois Berla. Die Figur des Andredl verkörpert Alexander Girardi, dem der Komponist seine Operette gewidmet hat.

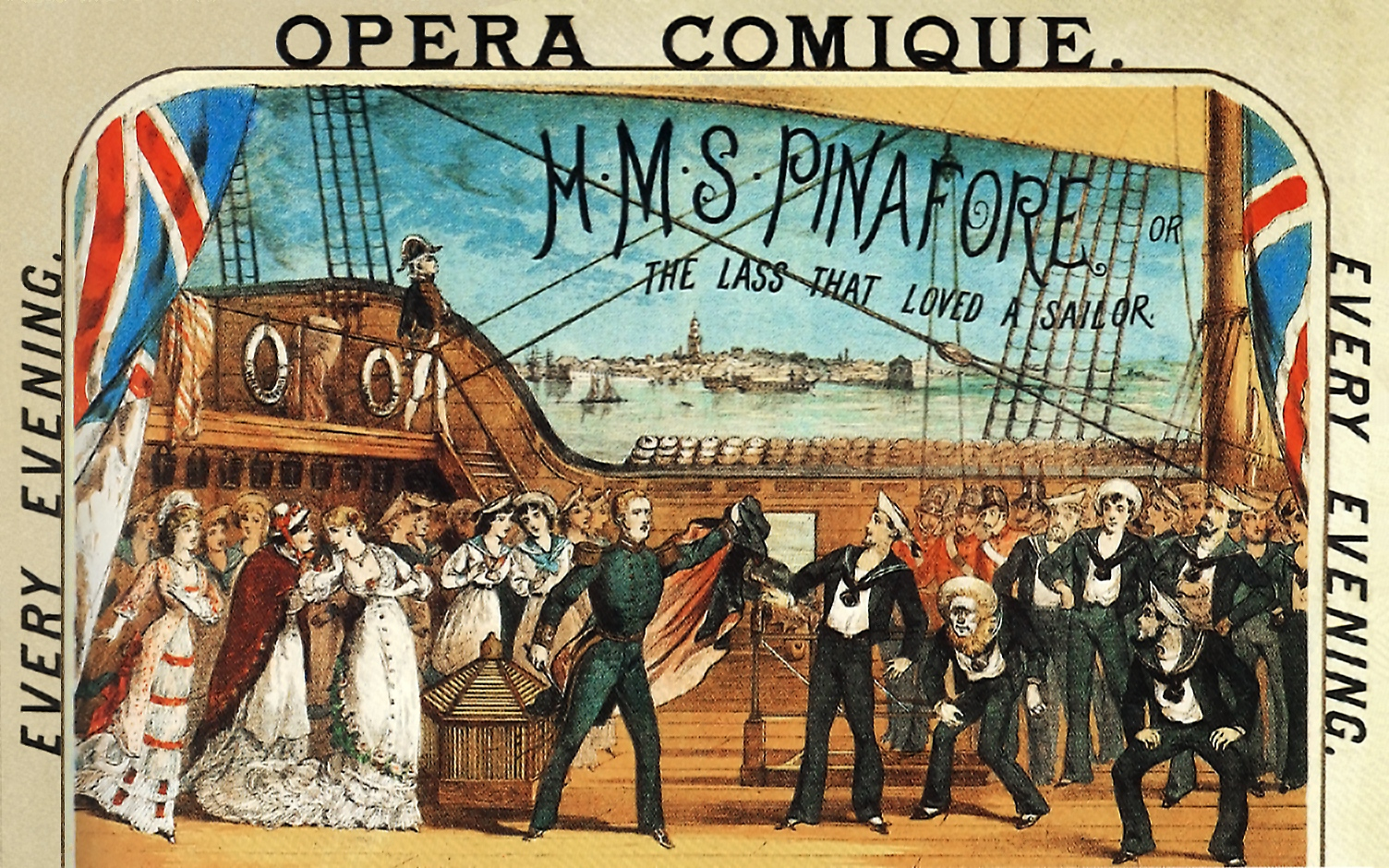
Plakat zur Uraufführung

- 25. Mai: Die komische Oper H.M.S. Pinafore; or, The Lass that Loved a Sailor des Komponisten Arthur Sullivan und des Librettisten William Schwenck Gilbert, bekannt als Gilbert und Sullivan, hat an der Opera Comique in London ihre Uraufführung. Das Werk erreicht 571 Aufführungen in Serie.
- 18. September: Die Oper Tajemství (Das Geheimnis) von Bedřich Smetana auf das Libretto von Eliška Krásnohorská wird am Nové České Divadlo in Prag uraufgeführt.
- 28. Dezember: Am Théâtre des Folies Dramatiques in Paris wird Jacques Offenbachs Opéra-comique Madame Favart uraufgeführt.
- In einem Gedichtband veröffentlicht Karl Ströse das Frühlingslied Nun will der Lenz uns grüßen.

#### Sonstiges

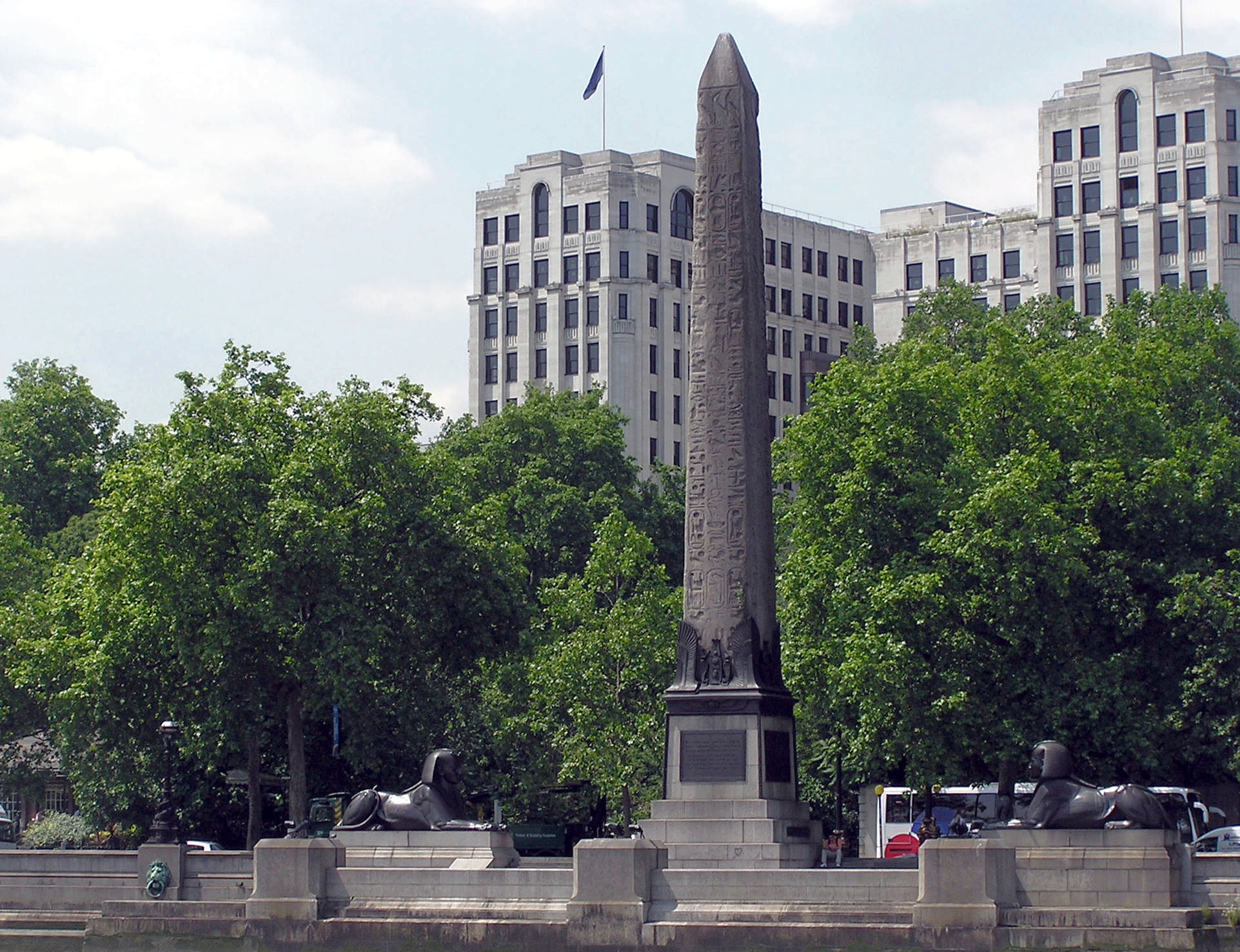
Nadel der Kleopatra in London, von der Themse aus gesehen

- 12. September: In London wird am Ufer der Themse ein ägyptischer Obelisk aufgestellt, einer der Nadeln der Kleopatra. Den Obelisken hatte Muhammad Ali Pascha im Jahr 1819 Großbritannien geschenkt, doch die Transportkosten wollte jahrzehntelang niemand tragen.

### Religion und Gesellschaft
- 7. Februar: Papst Pius IX. stirbt. Sein Pontifikat dauerte 31 Jahre und 8 Monate. Er ist damit bis heute der am längsten amtierende Papst in der Geschichte der römisch-katholischen Kirche.

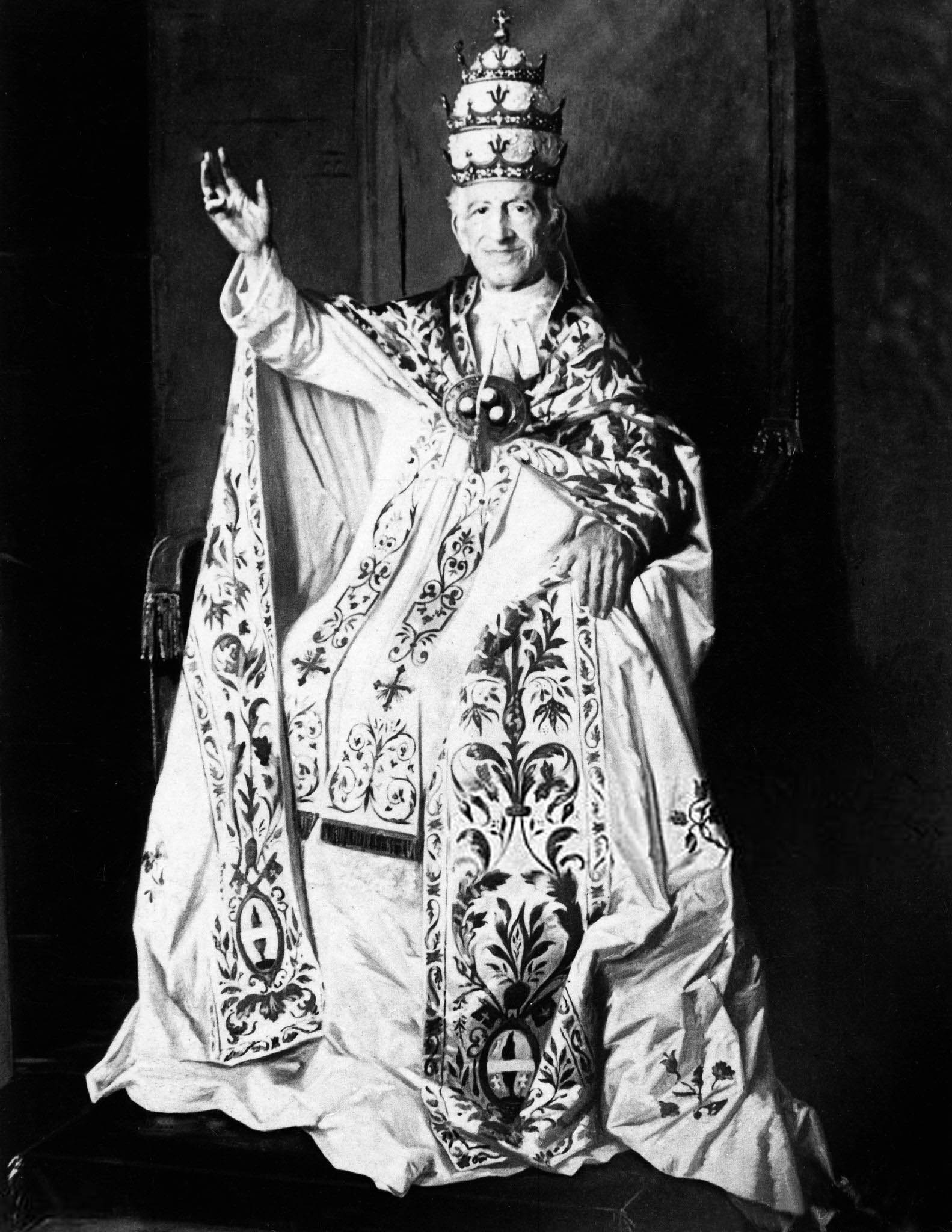
Gekrönter Papst Leo XIII.

- 20. Februar: Das Konklave wählt Vincenzo Gioacchino Pecci zum Papst, er nimmt den Namen Leo XIII. an. Die Krönung erfolgt am 3. März.
- 21. April: Die Antrittsenzyklika Leos XIII., Inscrutabili Dei consilio, wird veröffentlicht.
- 2. Juli bis 27. Juli: Zweite Lambeth-Konferenz der Anglikanischen Kirche
- 10. September: Da der 1811 gegründet Alte jüdische Friedhof ausgelastet ist, wird in Erfurt der Neue jüdische Friedhof feierlich eröffnet.

### Katastrophen
- 31. Mai: Im Ärmelkanal kollidieren die beiden deutschen Kriegsschiffe König Wilhelm und Großer Kurfürst miteinander. Beim Untergang der Großen Kurfürst sterben 269 Menschen.
- 3./4. Juni: Küsnachter Überschwemmung 1878

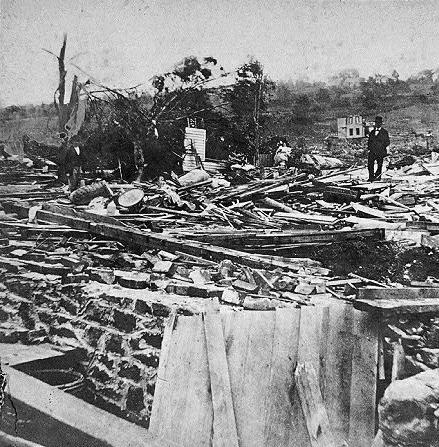
Zerstörtes Haus in Wallingford

- 9. August: Beim Wallingford-Tornado, dem schwersten Tornado in der Geschichte Connecticuts, kommen 34 Menschen ums Leben, über 70 werden verletzt.

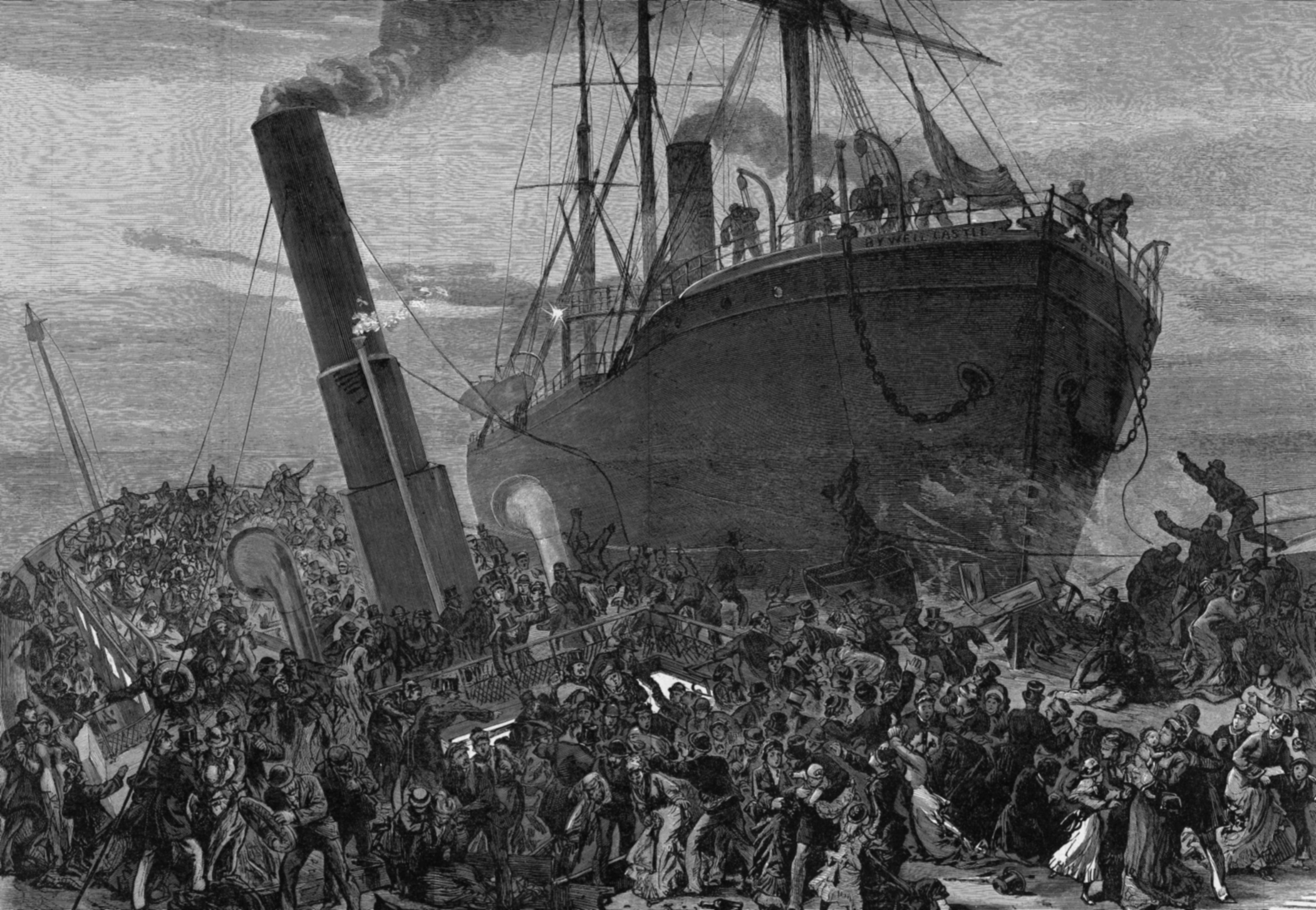
Zeitgenössische Darstellung des Unglücks der Princess Alice

- 3. September: Der britische Ausflugsdampfer Princess Alice kollidiert auf der Themse mit einem Kohlenfrachter und sinkt in vier Minuten. 640 Menschen sterben. Es handelt sich um das bis heute schwerste Schifffahrtsunglück in britischen Inlandgewässern.
- 31. Oktober: In Stockholm kommt es zu einem Großbrand in der Schrotmühle Eldkvarn im Stadtteil Kungsholmen. Die Zerstörung durch das Feuer schafft Platz für den 1911 beginnenden Bau des Rathauses Stockholms stadshus an diesem Ort.
- 18. Dezember: Der französische Passagierdampfer Byzantin kollidiert bei orkanartigem Wetter am Eingang der Dardanellen mit dem britischen Dampfschiff Rinaldo und kentert. Etwa 150 Menschen sterben.

Kleinere Unglücksfälle sind in den Unterartikeln von Katastrophe und in der Liste von Katastrophen aufgeführt.

### Natur und Umwelt
- 13. August: Im Nordwesten von Virginia werden zufällig die Luray Caverns entdeckt. Die drei Entdecker verheimlichen zunächst den Fund des Höhlensystems und erwerben den Grund und Boden preiswert in einer laufenden Zwangsversteigerung. Ihr Kauf wird später nach Erkennen des wahren Werts annulliert.

### Sport
- 14. Oktober: Im englischen Sheffield wird das erste Fußballmatch unter Flutlicht gespielt. Vier Bogenlampen der Firma Siemens sorgen für die Beleuchtung auf dem Spielfeld des FC Sheffield.
- Der Augsburger EV wird gegründet, der älteste Eissport treibende Verein in Deutschland.
- Der englische Fußballverein Manchester United wird als Newton Heath LYR gegründet.

## Geboren

### Januar
- 01. Januar: Agner Krarup Erlang, dänischer Mathematiker († 1929)
- 01. Januar: Edwin Franko Goldman, US-amerikanischer Komponist und Dirigent († 1956)
- 01. Januar: Jean Pradairol, französischer Turner († 1965)
- 03. Januar: Max Deri, österreichischer Kunsthistoriker, Kunstkritiker und Psychologe († 1938)
- 03. Januar: Claire Wallentin gesch. Gräfin Wolff-Metternich, verh. Wurdinger, österreichische Schauspielerin bei Bühne und Film († 1934)
- 03. Januar: Hugo Chanoch Fuchs, Rabbiner und jüdischer Historiker († 1949)
- 04. Januar: Gerdt von Bassewitz, deutscher Schriftsteller († 1923)
- 05. Januar: Nelly Roussel, französische Feministin († 1922)
- 06. Januar: Adeline Genée, dänische Ballett-Tänzerin († 1970)
- 06. Januar: Carl Sandburg, US-amerikanischer Lyriker († 1967)
- 09. Januar: John B. Watson, US-amerikanischer Psychologe († 1958)
- 10. Januar: Samuel C. Bradford, englischer Bibliothekar († 1948)
- 10. Januar: Johann Lemmerz, deutscher Konstrukteur und Unternehmer († 1952)
- 10. Januar: August Adriaan Pulle, niederländischer Botaniker († 1955)
- 11. Januar: Theodoros Pangalos, griechischer General und Politiker († 1952)

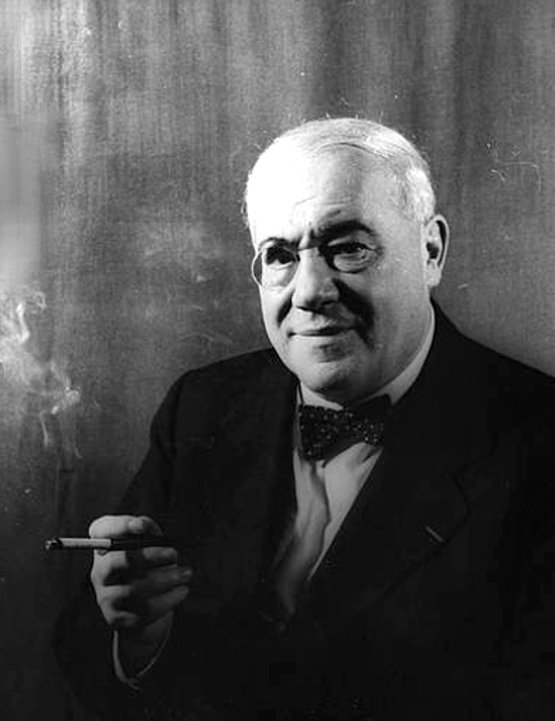
Ferenc Molnár, 1941

- 12. Januar: Ferenc Molnár, ungarischer Schriftsteller und Journalist († 1952)
- 13. Januar: Sydney Arnold, britischer Politiker († 1945)
- 13. Januar: Geert Lotsij, niederländischer Ruderer († 1959)
- 17. Januar: Oscar Apfel, US-amerikanischer Schauspieler, Stummfilmregisseur, Drehbuchautor und Produzent († 1938)
- 17. Januar: Emil Helfferich, deutscher Südostasienkaufmann († 1972)
- 17. Januar: Gustav Neckel, deutscher Altgermanist († 1940)
- 18. Januar: Agostino Gemelli, italienischer Priester und Mediziner († 1959)
- 18. Januar: Thomas Edward Campbell, US-amerikanischer Politiker († 1944)
- 19. Januar: Herbert Chapman, englischer Fußballspieler und Trainer († 1934)

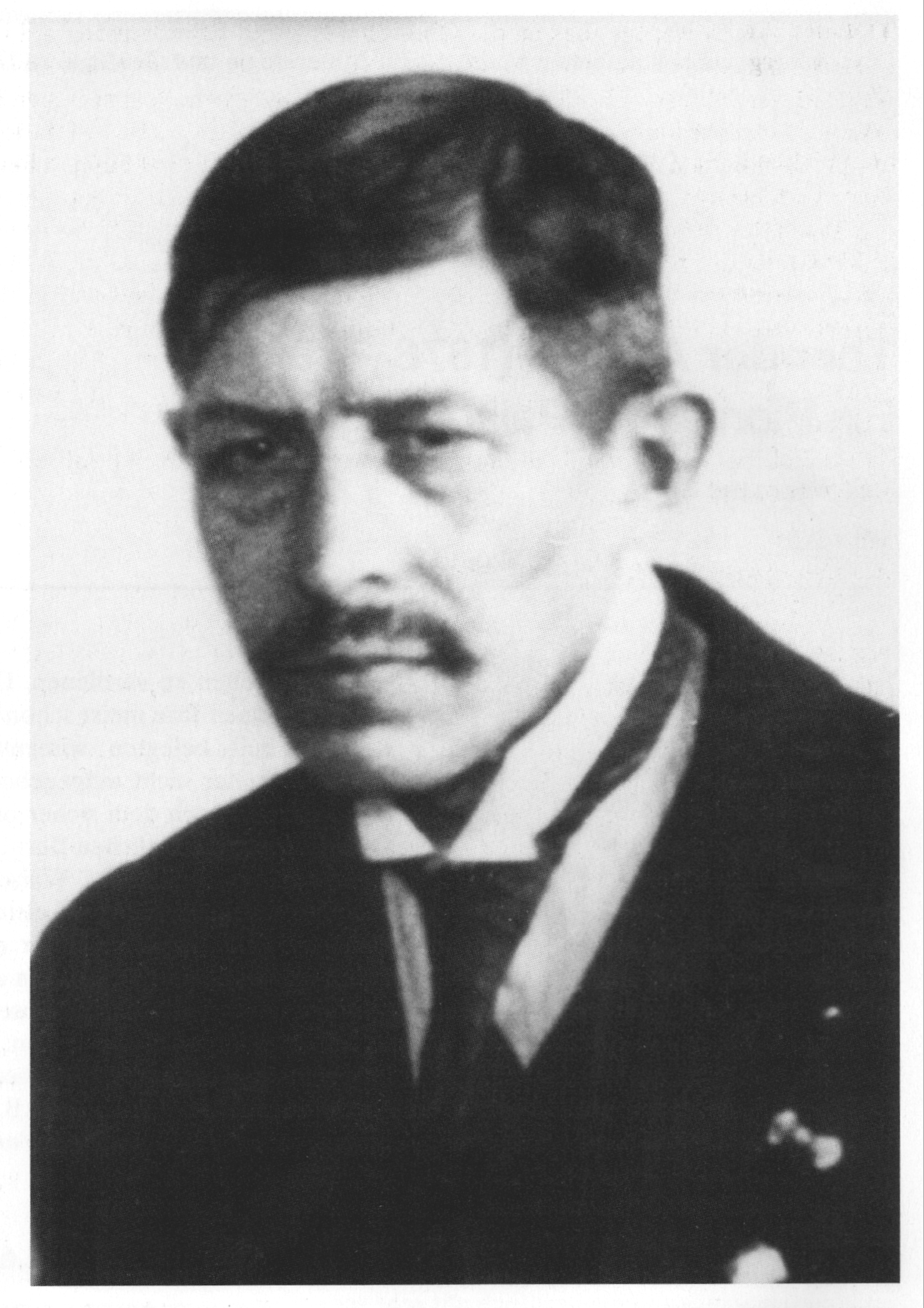
Theodor Arldt, 1927

- 20. Januar: Theodor Arldt, deutscher Naturwissenschaftler, Historiker und Schriftsteller († 1960)
- 21. Januar: Egon Friedell, österreichischer Schriftsteller und Schauspieler († 1938)
- 23. Januar: Edwin Plimpton Adams, Physiker († 1956)
- 23. Januar: Harry Steier, deutscher Opernsänger (Tenor) († 1936)
- 23. Januar: Rutland Boughton, englischer Komponist († 1960)
- 23. Januar: Oton Župančič, slowenischer Schriftsteller († 1949)
- 24. Januar: Johannes Runge, deutscher Leichtathlet († 1949)
- 25. Januar: Ernst Alexanderson, schwedisch-US-amerikanischer Elektroingenieur († 1975)
- 25. Januar: Harry L. Davis, US-amerikanischer Politiker († 1950)
- 25. Januar: Henri Moreno, französischer Turner († 1950)

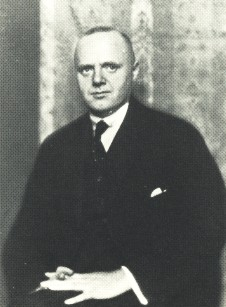
Rudolf Alexander Schröder um 1924

- 26. Januar: Rudolf Alexander Schröder, deutscher Dichter und Schriftsteller († 1962)
- 28. Januar: Walter Kollo, deutscher Komponist († 1940)
- 29. Januar: Mary Jobe Akeley, US-amerikanische Naturforscherin und Kartografin († 1966)
- 30. Januar: Anne Catherine Ingeborg Andresen-Bödewadt, deutsche Lehrerin und Regionalschriftstellerin († 1955)
- 31. Januar: Heinrich Delp, deutscher Politiker († 1945)

### Februar
- 01. Februar: Alfréd Hajós, ungarischer Schwimmer († 1955)
- 02. Februar: Walter Evans-Wentz, US-amerikanischer Anthropologe und Schriftsteller († 1965)
- 04. Februar: Louis Camille Maillard, französischer Mediziner und Chemiker († 1936)

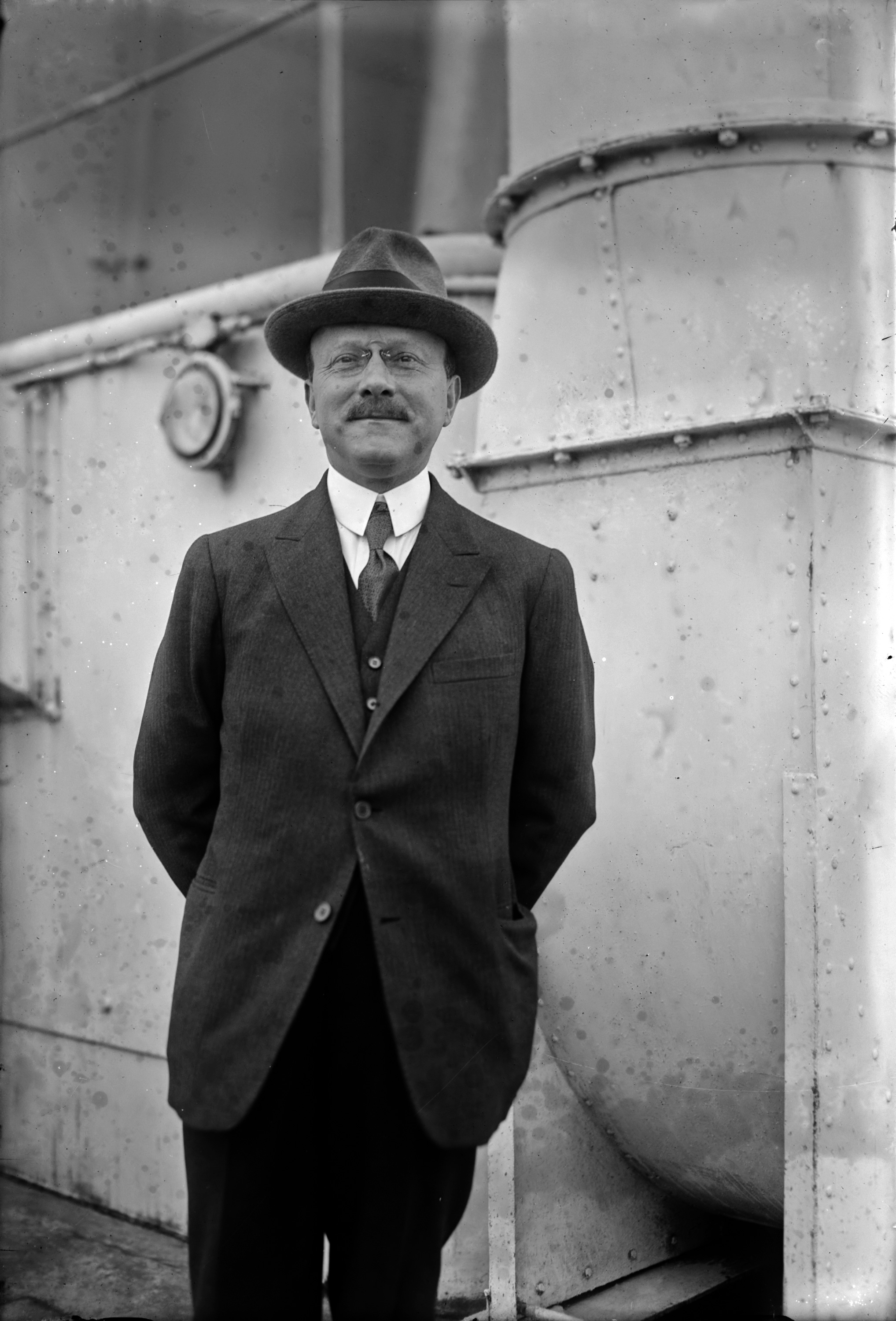
André Citroën

- 05. Februar: André Citroën, französischer Automobilkonstrukteur († 1935)
- 07. Februar: Magnus Freiherr von Braun, deutscher Politiker, Reichsminister, Vater von Wernher, Siegmund und Magnus von Braun († 1972)
- 08. Februar: Martin Buber, jüdischer Religionsphilosoph († 1965)
- 08. Februar: Willem Hesselink, niederländischer Fußballspieler († 1973)
- 10. Februar: Albin Frehse, deutscher Hornist und Professor († 1973)
- 10. Februar: Katayama Hiroko, japanische Lyrikerin und Übersetzerin († 1957)
- 10. Februar: Zdeněk Nejedlý, tschechischer Historiker, Literaturkritiker und Musikwissenschaftler († 1962)
- 10. Februar: Otto Pippel, deutscher Maler († 1960)
- 12. Februar: Sella Hasse, deutsche Malerin († 1963)
- 14. Februar: Hans Ledwinka, österreichischer Autokonstrukteur († 1967)
- 14. Februar: Hirota Kōki, japanischer Premierminister († 1948)
- 15. Februar: Arnold Ræstad, norwegischer Historiker und 1921 Außenminister († 1945)
- 18. Februar: Ada Sara Adler, dänische Klassische Philologin und Bibliothekarin († 1946)
- 18. Februar: Regino E. Boti, kubanischer Schriftsteller († 1958)
- 18. Februar: Hans Mühlhofer, deutscher Schauspieler, Hörspielsprecher und Rezitator († 1932)
- 20. Februar: Gustav Rau, deutscher Hürdenläufer
- 21. Februar: Franz Aubell, österreichischer Geodät († 1954)
- 22. Februar: Hiram Abrams, US-amerikanischer Unternehmer und erste Präsident des Filmverleihs United Artists († 1926)
- 22. Februar: Walter Ritz, Schweizer Mathematiker († 1909)
- 23. Februar: Otto Schubert, deutscher Architekt und Hochschullehrer († 1968)
- 25. Februar: Hans Ryffel, Schweizer Beamter († 1949)
- 26. Februar: Gustav Heinrich Angenheister, deutscher Geophysiker († 1945)
- 27. Februar: Alvan T. Fuller, US-amerikanischer Politiker († 1958)
- 27. Februar: Gretchen Wohlwill, deutsche Malerin († 1962)
- 28. Februar: Stephan Angeloff, bulgarischer Wissenschaftler († 1964)
- 28. Februar: Pierre Fatou, französischer Mathematiker († 1929)
- 28. Februar: Artur Kapp, estnischer Komponist († 1952)

### März
- 01. März: Gabriel Dupont, französischer Komponist († 1914)
- 01. März: Max Hess, deutscher Hornist († 1975)
- 02. März: Wander Johannes de Haas, niederländischer Physiker und Mathematiker († 1960)
- 03. März: Leopold Jessner, deutscher Theater- und Filmregisseur († 1945)
- 04. März: Charles Isaac Ginner, französisch-britischer Maler († 1952)
- 04. März: Arishima Takeo, japanischer Schriftsteller († 1923)
- 07. März: Boris Michailowitsch Kustodijew, russischer bzw. sowjetischer Maler († 1927)
- 08. März: Cyrus Locher, US-amerikanischer Politiker († 1929)
- 08. März: Arthur Traube, deutscher Chemiker († 1948)
- 11. März: René Vierne, französischer Organist und Komponist († 1918)
- 12. März: Sepp Amschl, österreichischer Lehrer und Komponist († 1943)
- 13. März: Marthe Bigot, französische Politikerin und Feministin († 1962)
- 13. März: Otto Hönigschmid, tschechisch-österreichischer Chemiker († 1945)

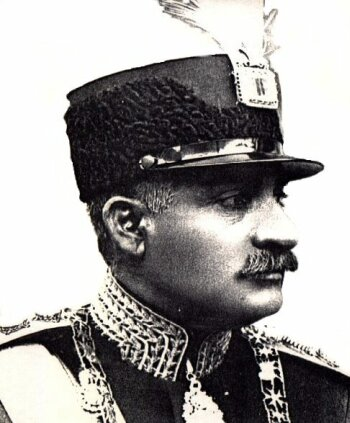
Reza Schah Pahlavi

- 15. März: Reza Schah Pahlavi, persischer Schah († 1944)
- 16. März: Edward Larrabee Adams, US-amerikanischer Romanist und Provenzalist († 1957)
- 16. März: Clemens August Graf von Galen, deutscher Bischof und Kardinal († 1946)
- 19. März: Walther Paucker, deutsch-baltischer Pfarrer und evangelischer Märtyrer († 1919)
- 20. März: Heinrich XXIV., Fürst Reuß zu Greiz († 1927)
- 21. März: Pasquale Amato, italienischer Sänger († 1942)
- 21. März: Charles Ballossier, französischer Turner († 1960)
- 22. März: Jean Strauwen, belgischer Komponist und Dirigent († 1947)
- 22. März: Michel Théato, luxemburgischer Leichtathlet († 1923)
- 23. März: Franz Schreker, österreichischer Komponist († 1934)
- 25. März: Sidney M. Goldin, US-amerikanischer Regisseur des jiddischen Films († 1937)
- 26. März: Henry Somer Gullett, australischer Politiker († 1940)
- 26. März: William P. Hobby, US-amerikanischer Politiker († 1964)
- 26. März: Leo von Prittwitz und Gaffron, russischer Generalmajor († 1957)
- 27. März: Kathleen Scott, britische Bildhauerin († 1947)
- 28. März: Herbert H. Lehman, US-amerikanischer Politiker († 1963)
- 28. März: Solomon Losowski, sowjetischer Staats- und Gewerkschaftsfunktionär († 1952)
- 30. März: Werner Krüger, deutscher Radsportler und Schrittmacher († 1931)
- 31. März: Jack Johnson, US-amerikanischer Boxer († 1946)
- 31. März: August Winnig, deutscher Gewerkschafter und Schriftsteller († 1956)

### April
- 01. April: Carl Sternheim, deutscher Dramatiker und Autor († 1942)
- 02. April: Antun Dobronić, kroatischer Komponist († 1955)
- 03./4. April: Paul Adler, deutscher Schriftsteller († 1946)
- 03. April: François Lecot, französischer Automobilrennfahrer († 1959)
- 04. April: Walter Conrad Arensberg, amerikanischer Literaturwissenschaftler und Kunstsammler († 1954)
- 04. April: Mathilde Battenberg, deutsche Malerin († 1936)
- 05. April: Georg Misch, deutscher Philosoph († 1965)
- 05. April: Wolf Dohrn, deutscher Reformer († 1914)
- 05. April: Paul Weinstein, deutscher Leichtathlet († 1964)
- 06. April: Carl Ehrenberg, deutscher Komponist († 1962)
- 06. April: Harry Leslie, US-amerikanischer Politiker († 1937)
- 06. April: Erich Mühsam, deutscher Anarchist und Schriftsteller († 1934)
- 08. April: Rudolf Nelson, deutscher Musiker, Pianist, Komponist und Theaterdirektor († 1960)
- 09. April: Bruno Ahrends, deutscher Architekt († 1948)
- 09. April: Marcel Grossmann, Schweizer Mathematiker († 1936)
- 11. April: Georg H. Schnell, deutscher Schauspieler († 1951)
- 11. April: Heinrich Altherr, Schweizer Maler († 1947)
- 12. April: Richard Goldschmidt, deutscher Biologe und Genetiker († 1958)
- 12. April: Robert Pracht, deutscher Schulmusiker und Komponist († 1961)
- 12. April: Emma Trentini, US-amerikanische Sängerin italienischer Herkunft († 1959)
- 13. April: Jan van der Hoeve, niederländischer Augenarzt († 1952)
- 15. April: Albert Moser, Schweizer Orgelbauer († 1960)
- 15. April: Ernst Walter Ruhmer, deutscher Physiker († 1913)
- 15. April: Robert Walser, Schweizer Schriftsteller († 1956)
- 18. April: Engelbert Wittich, deutscher Schriftsteller († 1937)
- 21. April: Albert Weisgerber, deutscher Maler und Grafiker († 1915)
- 23. April: Franz Arnold, deutscher Dramatiker († 1960)
- 24. April: Jules Lecoutre, französischer Turner († 1962)
- 24. April: Marie Mayoux, französische Pazifistin († 1969)
- 25. April: Theodore Holland, englischer Komponist und Musikpädagoge († 1947)
- 27. April: Sadriddin Ainij, tadschikischer Poet und Schriftsteller († 1954)
- 27. April: Victor Arendorff, schwedischer Schriftsteller, Journalist und Dichter († 1958)

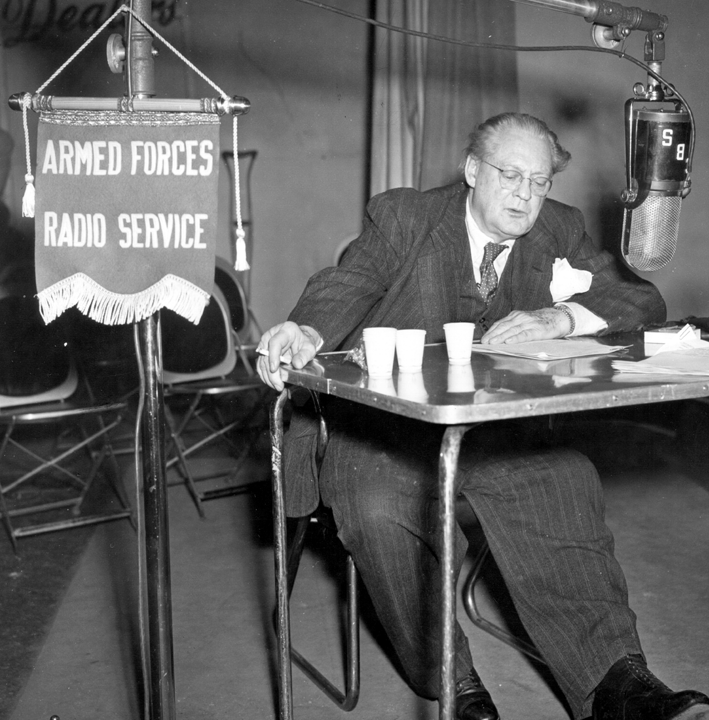
Lionel Barrymore, 1947

- 28. April: Lionel Barrymore, US-amerikanischer Schauspieler und Regisseur († 1954)
- 29. April: Friedrich Adler, deutscher Architekt († 1942)
- 29. April: Peter Dörfler, deutscher Priester und Heimatdichter († 1955)
- 30. April: Fernand Gabriel, französischer Automobilrennfahrer († 1943)

### Mai
- 01. Mai: Ida Beer-Walbrunn, deutsche Malerin († 1951)
- 05. Mai: Edward James Gay, US-amerikanischer Politiker († 1952)
- 06. Mai: Harry Farjeon, britischer Komponist († 1948)
- 06. Mai: Ludwig Roebel, deutscher Ingenieur und Erfinder († 1934)
- 07. Mai: Berta Schulz, sozialdemokratische Politikerin († 1950)
- 09. Mai: Alwin Arndt, deutscher Pädagoge, Biologe und Historiker († 1959)

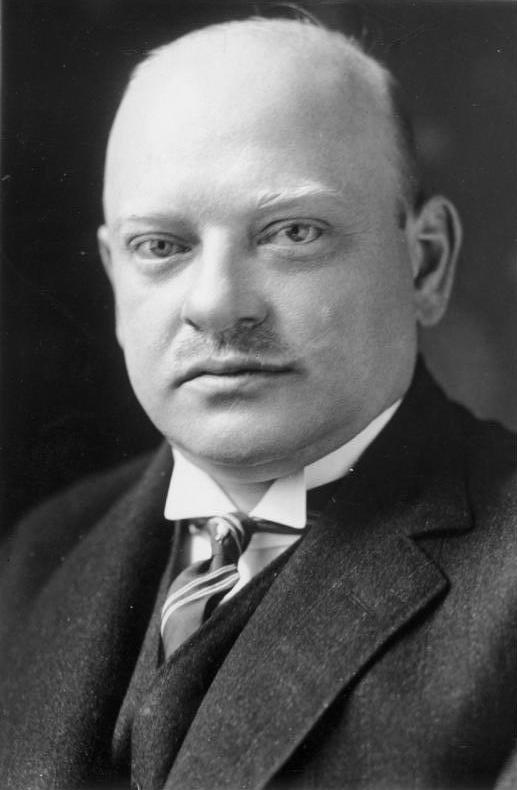
Gustav Stresemann, 1925

- 10. Mai: Gustav Stresemann, deutscher Außenminister und Friedensnobelpreisträger († 1929)
- 12. Mai: Martha Abicht, deutsche Kindergärtnerin († 1941)
- 12. Mai: Massimo Bontempelli, italienischer Schriftsteller († 1960)
- 12. Mai: Ernst Thrasolt, deutscher Priester, Dichter, Pazifist und Judenretter († 1945)
- 16. Mai: Eduard Biermann, deutscher Nationalökonom († 1937)
- 18. Mai: Johannes Terwogt, niederländischer Ruderer († 1977)
- 21. Mai: Glenn Curtiss, US-amerikanischer Rennfahrer, Luftfahrtpionier, Pilot und Unternehmer († 1930)
- 24. Mai: José Dolores Alfonseca, dominikanischer Politiker († 1933)
- 25. Mai: Wolfgang Gaede, deutscher Physiker, Pionier der Vakuumtechnik († 1945)
- 25. Mai: Bill Robinson, US-amerikanischer Steptänzer († 1949)
- 26. Mai: Chris Lebeau, niederländischer Künstler und Anarchist († 1945)
- 30. Mai: Raymond Smith Dugan, US-amerikanischer Astronom († 1940)
- 30. Mai: Hermine Körner, deutsche Schauspielerin, Regisseurin, Theaterleiterin († 1960)
- 30. Mai: Walter Otto, deutscher Althistoriker († 1941)

### Juni
- 02. Juni: Alfredo Gómez Jaime, kolumbianischer Lyriker († 1946)
- 02. Juni: Rudolf Löw, Schweizer Maler und Schriftsteller († 1948)
- 03. Juni: Alexander Ernemann, deutscher Unternehmer und Konstrukteur von Kinogeräten († 1956)
- 03. Juni: Lawrence Joseph Henderson, US-amerikanischer Chemiker, Biologe († 1942)
- 03. Juni: Barney Oldfield, US-amerikanischer Automobilrennfahrer († 1946)
- 04. Juni: Frank Buchman, US-amerikanischer Theologe († 1961)

Ludwig Dürr (um 1900)

- 04. Juni: Ludwig Dürr, deutscher Luftschiff-Konstrukteur († 1956)
- 05. Juni: Jacob Dahl, färöischer Propst und Bibelübersetzer († 1944)
- 05. Juni: Pancho Villa, mexikanischer Freiheitskämpfer, Volksheld, Gouverneur und General († 1923)
- 09. Juni: Ferenc Kirchknopf, ungarischer Ruderer († 1949)
- 11. Juni: Herbert Kund, deutscher Offizier und Afrikareisender († nach 1925)
- 12. Juni: Hans Aniol, deutscher Schwimmer und Wasserballspieler († 1945)
- 12. Juni: James Oliver Curwood, US-amerikanischer Schriftsteller († 1927)
- 16. Juni: Fritz Behn, deutscher Bildhauer († 1970)
- 19. Juni: Edmond Jaloux, französischer Schriftsteller und Literaturkritiker († 1949)
- 21. Juni: Robert Debes, deutscher Professor für Betriebswirtschaftslehre († 1962)
- 21. Juni: Robert Jackson Emerson, britischer Bildhauer, Maler und Medailleur († 1944)
- 25. Juni: Jean Gallon, französischer Komponist und Kompositionslehrer († 1959)

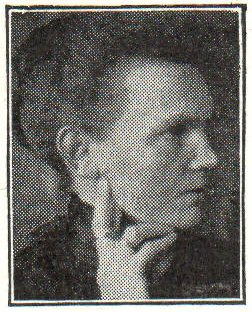
Marie Elisabeth Lüders, 1932

- 25. Juni: Marie-Elisabeth Lüders, deutsche Politikerin († 1966)
- 26. Juni: Albert Siklós, ungarischer Komponist († 1942)
- 28. Juni: Robert Breuer, deutscher Journalist und Publizist († 1943)
- 30. Juni: Joseph Bourgougnoux, französischer Turner († 1969)

### Juli
- 01. Juli: Ernst Gehrcke, deutscher Physiker († 1960)
- 01. Juli: Joseph Maréchal, französischer Philosoph († 1944)
- 03. Juli: Hans Woldemar Schack, deutscher Botaniker († 1946)
- 04. Juli: Wilhelm Amsinck Burchard-Motz, deutscher Rechtsanwalt und Politiker († 1963)
- 06. Juli: Eino Leino, finnischer Schriftsteller († 1926)
- 08. Juli: Edgar Dacqué, deutscher Paläontologe und Naturphilosoph († 1945)
- 08. Juli: Guy Andrews Ham, US-amerikanischer Politiker († 1926)
- 12. Juli: Alfred Liebig, deutscher Architekt († 1952)
- 14. Juli: Nils Klein, schwedischer Sportschütze († 1936)
- 17. Juli: Artur Kutscher, deutscher Literatur- und Theaterwissenschaftler († 1960)
- 19. Juli: Charles-Victor Mauguin, französischer Professor für Mineralogie († 1958)
- 22. Juli: Janusz Korczak, polnischer Arzt, Kinderbuchautor und Pädagoge († 1942)
- 22. Juli: Lucien Febvre, französischer Historiker († 1956)
- 23. Juli: James Thomas Milton Anderson, kanadischer Politiker († 1946)
- 24. Juli: Edward Plunkett, irischer Fantasy-Schriftsteller († 1957)
- 24. Juli: Basil Ruysdael, US-amerikanischer Schauspieler († 1960)
- 27. Juli: August Aichhorn, österreichischer Pädagoge und Psychoanalytiker († 1949)
- 27. Juli: Matsui Iwane, japanischer Offizier († 1948)
- 27. Juli: Béatrice La Palme, kanadische Sängerin, Geigerin und Musikpädagogin († 1921)
- 28. Juli: Vinzenz Schumy, österreichischer Politiker († 1962)
- 29. Juli: Gustav Bratke, deutscher Politiker († 1952)
- 29. Juli: Donald Robert Perry Marquis, US-amerikanischer Schriftsteller, Dichter und Journalist († 1937)
- 29. Juli: James M. Slattery, US-amerikanischer Politiker († 1948)
- 30. Juli: Hermann Jordan, deutscher evangelischer Geistlicher und Hochschullehrer († 1922)
- 30. Juli: Jørgen Skafte Rasmussen, dänischer Ingenieur und Industrieller († 1964)

### August
- 02. August: August Högn, deutscher Komponist und Historiker († 1961)
- 03. August: Constantino Gaito, argentinischer Komponist, Dirigent und Pianist († 1945)
- 04. August: Robert Aumüller, deutscher Manager († 1953)
- 05. August: Ernst Rodenwaldt, deutscher Mediziner († 1965)
- 07. August: Maria Caspar-Filser, deutsche Malerin († 1968)
- 08. August: Nathan L. Bachman, US-amerikanischer Politiker († 1937)
- 09. August: Eileen Gray, irische Innenarchitektin und Designerin († 1976)
- 09. August: Paul Renner, deutscher Typograf († 1956)

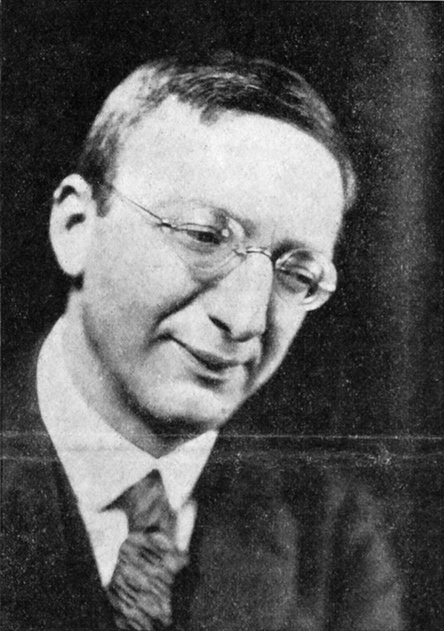
Alfred Döblin, um 1930

- 10. August: Alfred Döblin, deutscher Arzt und Schriftsteller († 1957)
- 10. August: Karl Geiler, deutscher Politiker († 1953)
- 12. August: Robert D. Carey, US-amerikanischer Politiker († 1937)
- 12. August: Arnold Hartig, sudetendeutscher Medailleur († 1972)
- 13. August: William Lemke, US-amerikanischer Politiker († 1950)
- 14. August: Maria Langer-Schöller, deutsche Malerin († 1969)
- 17. August: Paul Ludwig Troost, deutscher Architekt († 1934)
- 18. August: Fritz Brun, Schweizer Komponist († 1959)
- 18. August: Dominique Lamberjack, französischer Radsportler, Motorrad- und Automobilrennfahrer sowie Unternehmer († 1948)
- 19. August: Manuel Quezon, philippinischer Politiker († 1944)
- 20. August: Jakub Deml, tschechischer Priester, Dichter und Schriftsteller († 1961)
- 22. August: Edward Johnson, kanadischer Sänger und Operndirektor († 1959)
- 23. August: Gertie Brown, US-amerikanische Schauspielerin († 1934)
- 27. August: Pjotr Nikolajewitsch Wrangel, General im Russischen Bürgerkrieg († 1928)
- 28. August: Hermann Essig, deutscher Dramatiker, Erzähler und Lyriker († 1918)
- 28. August: Eric Green, englischer Hockeyspieler († 1972)
- 28. August: Rudolf Swiderski, deutscher Schachmeister († 1909)
- 28. August: George Hoyt Whipple, US-amerikanischer Pathologe († 1976)
- 30. August: Arthur Koepchen, technischer Vorstand der heutigen RWE AG († 1954)
- 31. August: Frank Jarvis, US-amerikanischer Leichtathlet († 1933)
- 31. August: Albert Riemenschneider, US-amerikanischer Bachforscher und Musikpädagoge († 1950)

### September
- 01. September: John Frederick Charles Fuller, britischer Generalmajor und Militärhistoriker († 1966)
- 01. September: Tullio Serafin, italienischer Dirigent († 1968)
- 02. September: Werner von Blomberg, deutscher General und Minister († 1946)
- 02. September: Maurice René Fréchet, französischer Mathematiker († 1973)

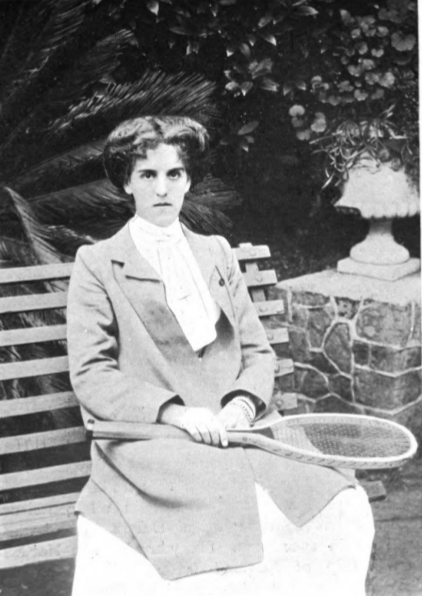
Dorothea Douglass

- 03. September: Dorothea Douglass, britische Tennisspielerin († 1960)
- 03. September: Madeleine Vernet, französische Feministin, Pazifistin und Erzieherin († 1949)
- 05. September: Robert von Lieben, österreichischer Physiker († 1913)
- 07. September: Laura Schradin, deutsche Politikerin und MdL († 1937)
- 08. September: Théodore Aubert, schweizerischer Politiker († 1963)
- 08. September: Georg Lotter, deutscher Ingenieur († 1949)
- 09. September: Sergio Osmeña, philippinischer Politiker und Staatspräsident († 1961)
- 10. September: Johann Jakob Nater der Jüngere, Schweizer Organist und Hochschullehrer († 1972)
- 12. September: James Ashcroft, englischer Fußballtorhüter († 1943)
- 14. September: Scott Loftin, US-amerikanischer Politiker († 1953)
- 15. September: Hans Detlev Abraham Otto von Arnim-Kröchlendorff, deutscher Politiker († 1947)
- 16. September: Karl Albiker, deutscher Bildhauer, Schüler von Auguste Rodin († 1961)
- 16. September: Carl Joseph Kuckhoff, deutscher Politiker und Reichstagsabgeordneter († 1944)
- 16. September: Rudolf Schäfer, deutscher Kirchenmaler († 1961)
- 16. September: William Strang, schottisch-kanadischer Fußballspieler († 1916)
- 16. September: Herwarth Walden, deutscher Schriftsteller, Verleger, Galerist, Musiker und Komponist, († 1941)
- 17. September: Vincenzo Tommasini, italienischer Komponist († 1950)
- 17. September: Antoine Védrenne, französischer Ruderer († 1937)
- 18. September: Józef Jarzębski, polnischer Geiger und Musikpädagoge († 1955)
- 19. September: Stefan I. (Exarch), bulgarischer Metropolit und Exarch († 1957)
- 19. September: Aurél Stromfeld, k.u.k. Offizier und Generalstabschef der Armee der Ungarischen Räterepublik († 1927)
- 20. September: Upton Sinclair, US-amerikanischer Schriftsteller († 1968)
- 21. September: Waldemar Lestienne, französischer Automobilrennfahrer, -konstrukteur und Unternehmer († 1967)
- 21. September: Hans Thaler, österreichischer Gynäkologe und Geburtshelfer († 1926)
- 22. September: Yoshida Shigeru, japanischer Ministerpräsident († 1967)
- 22. September: Paul Stricker, deutscher Pädagoge und Mykologe († 1956)
- 24. September: Albert Gottheiner, deutscher Architekt († 1947)
- 24. September: Charles-Ferdinand Ramuz, Schweizer Schriftsteller († 1947)
- 26. September: Kurt von Hammerstein-Equord, deutscher General und Gegner Hitlers († 1943)
- 29. September: Giosuè Giuppone, italienischer Bahnradsportler, Motorrad- sowie Automobilrennfahrer und Weltrekordler († 1910)
- 29. September: Heinrich Köhler, deutscher Politiker († 1949)
- 29. September: Willem Willeke, niederländisch-amerikanischer Cellist, Pianist und Musikpädagoge († 1950)

### Oktober
- 01. Oktober: Othmar Spann, österreichischer Nationalökonom, Soziologe und Philosoph († 1950)
- 02. Oktober: George Dorrington Cunningham, englischer Organist und Musikpädagoge († 1948)
- 02. Oktober: Henriette Betty Elisabeth Heick, deutsche Malerin († 1974)
- 04. Oktober: Selmar Samuel Aschheim, deutscher Gynäkologe († 1965)
- 05. Oktober: Erich Kühn, deutscher Schriftsteller und Redakteur († 1938)
- 10. Oktober: Albert von Trentini, österreichischer Schriftsteller († 1933)
- 11. Oktober: Karl Hofer, deutscher Maler des Expressionismus († 1955)
- 12. Oktober: Karl Buresch, österreichischer Politiker († 1936)
- 12. Oktober: Achille Philip, französischer Organist und Komponist († 1959)
- 13. Oktober: Josef Keil, österreichischer Historiker, Epigraphiker und Archäologe († 1963)
- 13. Oktober: Bernhard Schädel, deutscher Romanist, Hispanist, Italianist und Katalanist († 1926)
- 16. Oktober: Jean Agélou, französischer Fotograf († 1921)
- 16. Oktober: Eugenio Canfari, italienischer Fußballfunktionär und Unternehmer († 1962)
- 16. Oktober: Ada Haseloff-Preyer, deutsche Malerin († 1970)
- 16. Oktober: Maxie Long, US-amerikanischer Leichtathlet († 1959)
- 17. Oktober: Henri Mulet, französischer Organist und Komponist († 1967)
- 18. Oktober: James Truslow Adams, US-amerikanischer Historiker und Schriftsteller († 1949)

Miguel Llobet, 1905

- 18. Oktober: Miguel Llobet, spanischer Gitarrist und Komponist († 1938)
- 18. Oktober: Gustave-Jean-Marie Nouet MAfr, französischer Ordensgeistlicher und römisch-katholischer Apostolischer Präfekt von Ghardaia nel Sahara († 1941)
- 19. Oktober: Hermann Claudius, deutscher Heimatdichter († 1980)
- 22. Oktober: Carl Otto Czeschka, österreichischer Grafiker und Maler († 1960)
- 22. Oktober: John Lee Pratt, US-amerikanischer Unternehmer und Kunstsammler († 1975)
- 28. Oktober: Conrado del Campo, spanischer Komponist, Violinist und Musikpädagoge († 1953)
- 28. Oktober: Dora Dreesen-Horn, deutsche Malerin († 1966)
- 29. Oktober: Alexander von Falkenhausen, deutscher General († 1966)
- 30. Oktober: Paul August Reimund Frank, deutscher Architekt († 1951)
- 30. Oktober: Emil Röthong, deutscher Kunstturner († 1970)
- 30. Oktober: Arthur Scherbius, deutscher Erfinder und Unternehmer († 1929)
- 31. Oktober: Gyula Grosz, deutscher Arzt († 1959)

### November
- 01. November: Paul Beckers, deutscher Komiker († 1965)
- 01. November: Konrad Mägi, estnischer Landschaftsmaler und Kunstpädagoge († 1925)

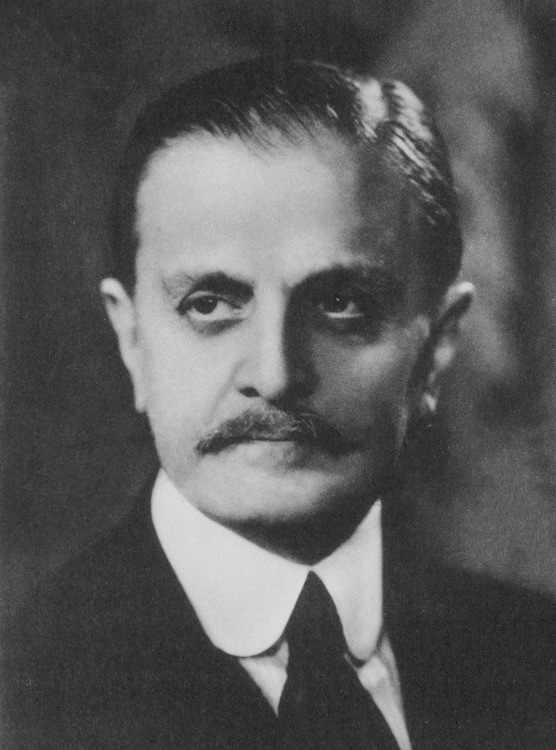
Carlos Saavedra Lamas

- 01. November: Carlos Saavedra Lamas, argentinischer Politiker († 1959)
- 04. November: Giuseppe Adami, italienischer Dramatiker, Librettist, Drehbuchautor und Musikkritiker († 1946)
- 05. November: Max Ammermann, deutscher Ruderer
- 05. November: Michail Arzybaschew, russischer Schriftsteller († 1927)
- 05. November: Julius Petersen, deutscher Literaturwissenschaftler († 1941)
- 06. November: Raymond Asquith, britischer Rechtsanwalt († 1916)
- 06. November: Kurt Goldstein, deutscher Neurologe und Psychiater († 1965)

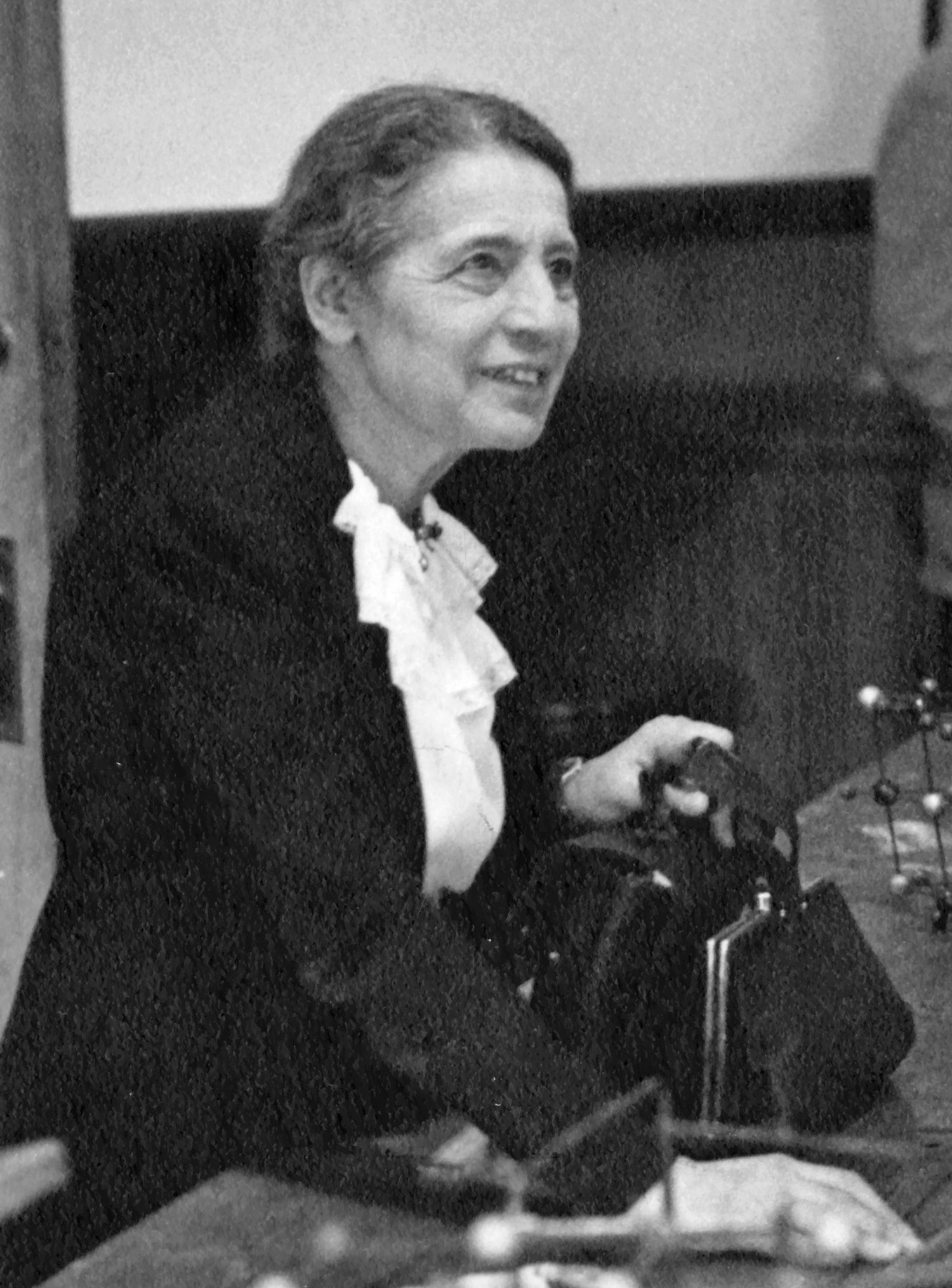
Lise Meitner, um 1946

- 07. November: Lise Meitner, österreichisch-deutsch-schwedische Atomphysikerin († 1968)
- 08. November: Manuel Magallanes Moure, chilenischer Schriftsteller und Literaturkritiker († 1924)
- 09. November: Álvaro de Castro, portugiesischer Militär und Politiker, Ministerpräsident († 1928)
- 10. November: Jorge Ubico Castañeda, guatemaltekischer Präsident und Diktator († 1946)
- 10. November: Arthur Liebert, deutscher Philosoph († 1946)
- 10. November: Paul Obrecht, französischer Turner († 1959)
- 10. November: Heinrich von Srbik, österreichischer Historiker († 1951)
- 11. November: Dankwart Otto Heinrich Emil Rudolf Ackermann, deutscher Physiologe und Chemiker († 1965)
- 14. November: Louis Marcoussis, polnischer Graphiker und Maler († 1941)
- 14. November: Julie Manet, französische Malerin, Kunstsammlerin und Mäzenin († 1966)
- 15. November: Erich Basarke, deutscher Architekt († 1941)
- 17. November: Grace Abbott, US-amerikanische Sozialreformerin, Kinderrechtlerin und Hochschullehrerin († 1939)
- 17. November: George MacFarlane, US-amerikanischer Sänger und Schauspieler († 1932)
- 17. November: Berta Lask, deutsche Dichterin († 1967)
- 18. November: Helene von Nostitz, deutsche Schriftstellerin († 1944)
- 20. November: Albert W. Hawkes, US-amerikanischer Geschäftsmann und Politiker († 1971)
- 21. November: Ibra Charles Blackwood, US-amerikanischer Politiker († 1936)
- 21. November: Bess Brenck-Kalischer, deutsche Dichterin († 1933)

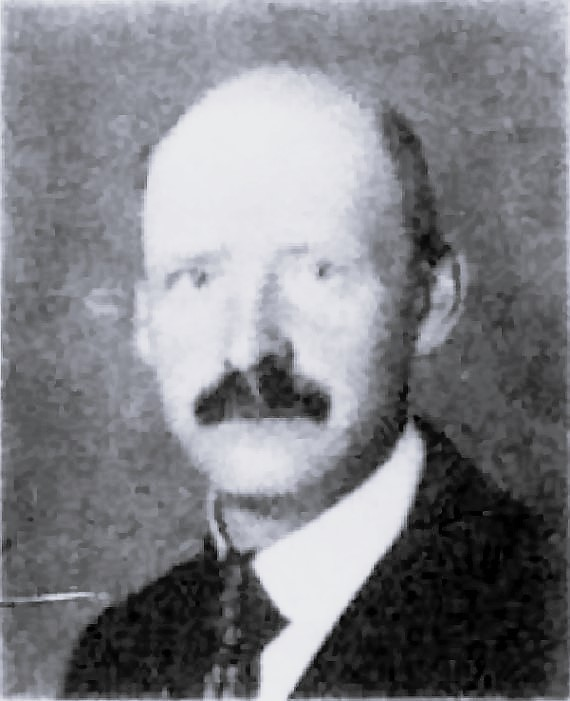
Gustav Radbruch vor 1921

- 21. November: Gustav Radbruch, deutscher Rechtsgelehrter und Politiker († 1949)
- 21. November: Clara Westhoff, deutsche Bildhauerin († 1954)
- 23. November: Ernest J. King, US-amerikanischer Admiral im Zweiten Weltkrieg († 1956)
- 23. November: Holcombe Ward, US-amerikanischer Tennisspieler († 1967)
- 24. November: Heinrich Allina, österreichischer Politiker und Publizist († 1953)
- 25. November: Georg Kaiser, deutscher Dramatiker der expressionistischen Generation († 1945)

### Dezember
- 01. Dezember: George Sidney Arundale, englisch-indischer Freimaurer und Theosoph († 1945)
- 01. Dezember: Lorenz Rogger, Schweizer Katholischer Geistlicher und Pädagoge († 1954)
- 01. Dezember: Bruno Tanzmann, deutscher Schriftsteller und Verleger († 1939)
- 04. Dezember: Michail Romanow, Großfürst von Russland († 1918)
- 06. Dezember: Andō Kō, japanische Violinistin († 1963)
- 08. Dezember: Hansi Arnstaedt, deutsche Theater- und Filmschauspielerin († 1945)
- 08. Dezember: Eugene Cook Bingham, US-amerikanischer Chemiker und Pionier der modernen Rheologie († 1945)
- 08. Dezember: Pauline Rebour, französische Feministin († 1954)
- 09. Dezember: John Holloway, irischer Leichtathlet († 1950)
- 09. Dezember: Georges Malfait, französischer Leichtathlet († 1946)
- 10. Dezember: Enrico Brusoni, italienischer Radrennfahrer († 1949)
- 10. Dezember: Edmond Closset, französischer Automobilrennfahrer († 1968)
- 15. Dezember: Hans Carossa, deutscher Lyriker und Autor († 1956)
- 15. Dezember: Albert Colomb, französischer Automobilrennfahrer († 1941)
- 16. Dezember: Gertrud Woker, Schweizer Frauenrechtlerin, Chemikerin und Friedensaktivistin († 1968)
- 18. Dezember: Josef Stalin, Diktator der Sowjetunion 1927–1953 († 1953)
- 18. Dezember: Gerhard Bohlmann, deutscher Schriftsteller und Journalist († 1944)
- 21. Dezember: Jan Łukasiewicz, polnischer Philosoph, Mathematiker und Logiker († 1956)
- 21. Dezember: Hugo Peitsch, deutscher Kunstturner († 1951)
- 23. Dezember, Micheil Zereteli, georgischer Historiker und Diplomat († 1965)
- 24. Dezember: Gustav von Bergmann, deutscher Internist und Medizinprofessor († 1955)
- 25. Dezember: Joseph Schenck, US-amerikanischer Filmproduzent († 1961)
- 30. Dezember: William Aberhart, kanadischer Politiker und Prediger († 1943)
- 30. Dezember: Erwin Guido Kolbenheyer, österreichischer Autor, Dramatiker und Lyriker († 1962)

### Genaues Geburtsdatum unbekannt
- Robert Atherley, englischer Fußballspieler († 1963)
- Craig Campbell, kanadischer Sänger (Tenor) († 1965)
- Ibrahim Dalliu, albanischer Geistlicher und Publizist († 1952)
- Andrés Madariaga, chilenischer Maler († 1920)
- Yanaki Manaki, osmanischer Filmpionier († 1954)
- Ernst Mohr, deutscher Kunstturner
- Hedayat Mostafa Quli, persischer Diplomat († 1939)
- Fathollah Akbar Sepahdar, iranischer Premierminister († 1947)
- Cora Tracey, kanadische Sängerin († nach 1960)

## Gestorben

### Erstes Quartal
- 08. Januar: Henry Wilson, US-amerikanischer Komponist (* 1828)

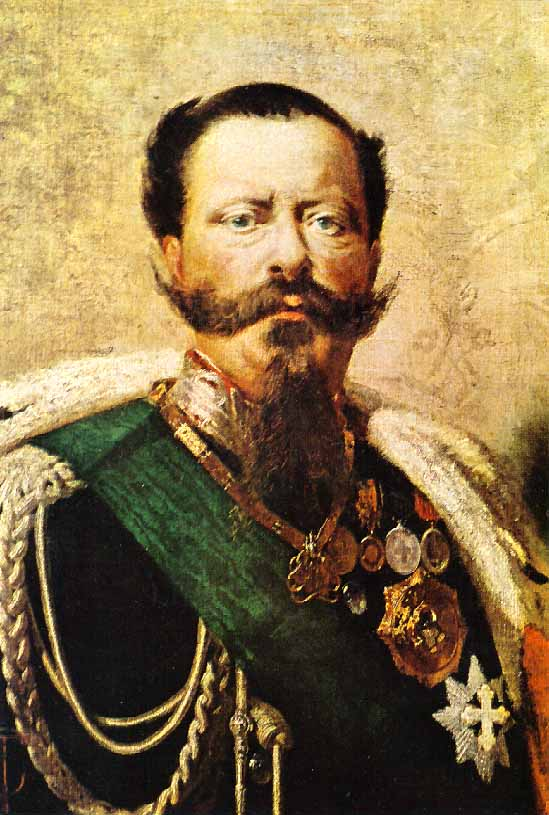
Viktor Emanuel II.

- 09. Januar: Viktor Emanuel II., König von Italien (* 1820)
- 09. Januar: Karl Theodor Gustav Julius Krafft, deutscher Kirchenrat und Doktor der Philologie (* 1804)
- 10. Januar: August Julius Streichenberg, deutscher Bildhauer (* 1814)
- 15. Januar: William Stirling-Maxwell, schottischer Adliger, Historiker, Kunsthistoriker und Politiker (* 1818)
- 16. Januar: Carl Friedrich Gottlob Foertsch, deutscher Klassischer Philologe und Gymnasiallehrer (* 1805)
- 18. Januar: Antoine César Becquerel, französischer Physiker (* 1788)
- 22. Januar: August Willich, Führer der Aufständischen während der Badischen Revolution und General im Sezessionskrieg (* 1810)
- 23. Januar: José María Medina, Präsident von Honduras (* 1826)
- 26. Januar: Ernst Friedrich Adickes, deutscher Politiker (* 1811)
- 26. Januar: Ernst Heinrich Weber, deutscher Physiologe und Anatom (* 1795)
- 30. Januar: Albert Doberenz, deutscher Klassischer Philologe und Schulleiter (* 1811)
- 31. Januar: Franz Joseph von Buß, deutscher Jurist und katholischer Politiker (* 1803)
- 01. Februar: George Cruikshank, britischer Karikaturist (* 1792)
- 01. Februar: Heinrich LXIX., Paragiatsherr von Reuß-Köstritz (* 1792)

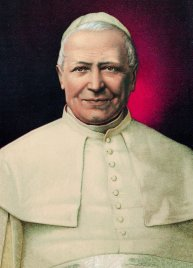
Papst Pius IX.

- 07. Februar: Pius IX., Papst (* 1792)
- 08. Februar: Elias Magnus Fries, schwedischer Botaniker (* 1794)
- 08. Februar: Carl Schultze, deutscher Orgelbauer (* 1814)
- 09. Februar: Adolf Theodor Hermann Fritzsche, deutscher Altphilologe (* 1818)
- 10. Februar: Claude Bernard, französischer Physiologe (* 1813)
- 14. Februarː Gustav Rasch, deutscher Journalist und Reiseschriftsteller (* 1825)
- 17. Februar: Franz Anton Real, Schweizer Jurist und Politiker (* 1816)
- 23. Februar: Friedrich Joseph Ark, deutscher Architekt und Baubeamter (* 1807)
- 26. Februar: Jean-Pierre-Alexandre Antigna, französischer Maler (* 1817)
- 26. Februar: Angelo Secchi, italienischer Astronom und Jesuitenpater (* 1818)
- 27. Februar: Mirzə Fətəli Axundov, aserbaidschanischer Aufklärer, Schriftsteller, Philosoph und Literaturkritiker (* 1812)
- 01. März: Carl Ludwig Arndts von Arnesberg, deutscher Jurist, Professor und Politiker (* 1803)
- 01. März: Charles Christian Nahl, deutsch-US-amerikanischer Maler (* 1818)
- 06. März: Asa Biggs, US-amerikanischer Jurist und Politiker (* 1811)
- 07. März: Ludwig Julius Asher, deutscher Landschaftsmaler und Bildhauer (* 1804)
- 08. März: Wilhelm Siegmund Teuffel, deutscher Altphilologe (* 1820)
- 13. März: Camille de La Berge, französischer Literaturhistoriker und Numismatiker (* 1837)
- 14. März: Joseph Audo, Patriarch der Chaldäisch-Katholischen Kirche (* 1790)
- 14. März: Carl Baumann, württembergischer Zeichner, Lithograph und Fotograf (* 1798)
- 16. März: Joseph Emmanuel Ghislain Roulez, belgischer Klassischer Philologe, Archäologe und Epigraphiker (* 1808)
- 20. März: Julius Robert von Mayer, deutscher Arzt und Physiker (* 1814)
- 27. März: George Gilbert Scott, englischer Architekt (Neugotik) (* 1811)
- 30. März: Luigi Amat di San Filippo e Sorso, italienischer Diplomat und Kurienkardinal (* 1796)

### Zweites Quartal
- 04. April: Wolf Heinrich Graf von Baudissin, deutscher Diplomat, Schriftsteller und Übersetzer (* 1789)
- 04. April: Buckshot Roberts, US-amerikanischer Büffeljäger, Cowboy und Rancher
- 06. April: Giuseppe Berardi, italienischer Kardinal (* 1810)
- 08. April: Jetty Treffz, österreichische Opernsängerin (* 1818)
- 08. April: Peter Wilhelm Friedrich von Voigtländer, deutsch-österreichischer Unternehmer, Optiker und Fotopionier (* 1812)
- 10. April: Pierre-Ignace Aubry, schweizerischer Politiker (* 1796)
- 12. April: François Schubert, deutscher Konzertmeister und Komponist (* 1808)
- 16. April: Johann Baptist Schiedermayr der Jüngere, österreichischer Geistlicher (* 1807)
- 17. April: Luigi Bienaimé, italienischer Bildhauer (* 1795)
- 17. April: Wilhelm von Weiler, deutscher Bauingenieur und Architekt (* 1807 oder 1809)
- 19. April: Peter Tidemand Malling, norwegischer Buchdrucker, Verleger und Buchhändler (* 1807)
- 23. April: Friedrich Preller der Ältere, deutscher Maler und Radierer (* 1804)
- 24. April: Albín Mašek, tschechischer Komponist (* 1804)
- 25. April: Anna Sewell, britische Schriftstellerin (* 1820)
- 30. April: Meinrad Ott, deutscher katholischer Geistlicher, Pädagoge und Klassischer Philologe (* 1830)
- 05. Mai: Joseph Anton Bohl, deutscher Orgelbauer (* 1801)
- 06. Mai: François Benoist, französischer Komponist (* 1794)
- 08. Mai: Meir Auerbach, russischer Gelehrter, Rabbiner und Oberrabbiner (* 1815)
- 08. Mai: Charles Morgan, US-amerikanischer Eisenbahn- und Transport-Tycoon (* 1795)
- 08. Mai: Théophile Tilmant, französischer Geiger und Dirigent (* 1799)
- 11. Mai: Maximilian Joseph Auer, deutscher Porzellanmaler (* 1805)
- 12. Mai: Catharine Beecher, US-amerikanische Pädagogin und Schriftstellerin (* 1800)
- 13. Mai: Joseph Henry, US-amerikanischer Wissenschaftler und Professor (* 1797)
- 14. Mai: Okubo Toshimichi, japanischer Innenminister der Meiji-Zeit (* 1830)
- 23. Mai: Francisco Júlio de Caldas Aulete, portugiesischer Politiker, Didaktiker, Romanist, Lusitanist und Lexikograf (* 1826)
- 05. Juni: Ernst von Bibra, deutscher Naturforscher und Schriftsteller (* 1806)
- 06. Juni: Achille Baraguey d’Hilliers, französischer General, Marschall von Frankreich (* 1795)
- 06. Juni: Robert Stirling, schottischer Priester und Ingenieur (* 1790)
- 08. Juni: Elisabeth Concordia Crola, deutsche Malerin (* 1809)
- 12. Juni: Benjamin Bonneville, US-amerikanischer Offizier und Pionier des amerikanischen Westens (* 1796)
- 12. Juni: William Cullen Bryant, US-amerikanischer Dichter und Journalist (* 1794)
- 12. Juni: Julius Faucher, deutscher Journalist, Freihändler und Manchester-Liberaler (* 1820)

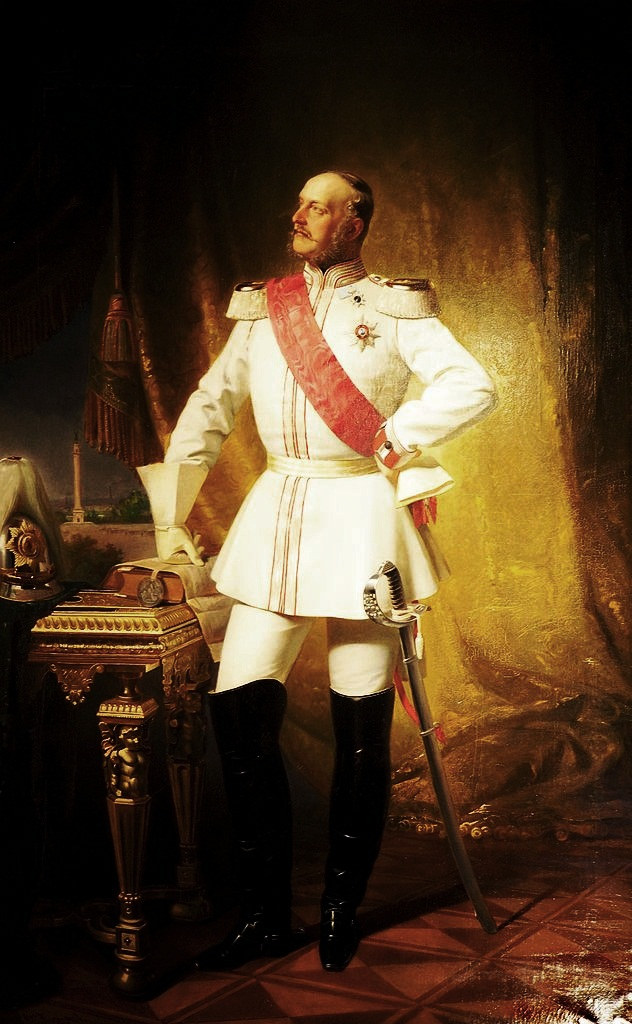
Georg V. von Hannover

- 12. Juni: Georg V., König von Hannover (* 1819)
- 15. Juni: Soamiji Maharaj, indischer Mystiker und Religionsstifter der Radhasoami-Religion (* 1818)
- 21. Juni: Johann Jakob Rychner, Schweizer Veterinär (* 1803)
- 22. Juni: Emmanuel Ludwig von Fellenberg, Schweizer evangelischer Geistlicher (* 1811)
- 26. Juni: Francisco Adolfo de Varnhagen, brasilianischer Historiker und Diplomat (* 1816)
- 27. Juni: Sidney Breese, US-amerikanischer Jurist und Politiker (* 1800)
- 30. Juni: Karl Weigand, deutscher Germanist (* 1804)

### Drittes Quartal
- 01. Juli: Catherine Winkworth, englische Übersetzerin von Kirchenliedern (* 1827)
- 02. Juli: François Bazin, französischer Komponist (* 1816)
- 03. Juli: Daniel Sturgeon, US-amerikanischer Politiker (* 1789)
- 04. Juli: Vital Maria Conçalves de Oliveira, brasilianischer Bischof (* 1844)
- 08. Juli: Juan Pedro Esnaola, argentinischer Komponist (* 1808)
- 16. Juli: Laura Gonzenbach, schweizerisch-sizilianische Schriftstellerin und Märchenerzählerin (* 1842)
- 21. Juli: Johann Baptist Sonderland, deutscher Maler und Radierer (* 1805)
- 28. Juli: George Law Curry, US-amerikanischer Politiker (* 1820)
- 30. Juli: George F. Shepley, US-amerikanischer Politiker (* 1819)
- 14. August: Wilhelm Heinrich Jobelmann, Bürgerrepräsentant und Stadtgeschichtsschreiber von Stade (* 1800)
- 14. August: Wilhelm Rüstow, deutscher Freiheitskämpfer und Revolutionär, Militärschriftsteller und -historiker (* 1821)
- 16. August: Joseph Naudet, französischer Philologe, Historiker und Bibliothekar (* 1786)
- 17. August: Garnett Bowditch Adrain, US-amerikanischer Politiker (* 1815)
- 22. August: Maria Christina von Neapel-Sizilien, Königin und Regentin von Spanien (* 1806)
- 23. August: Adolf Fredrik Lindblad, schwedischer Komponist (* 1801)
- 26. August: Seth Padelford, US-amerikanischer Politiker (* 1807)
- 28. August: Robert von Lehmann, hessischer Oberförster und Politiker (* 1818)
- 31. August: Wilhelm Boshart, deutscher Landschaftsmaler (* 1815)
- 01. September: Adolf Breymann, deutscher Bildhauer (* 1839)
- 02. September: Henry Huntly Haight, US-amerikanischer Politiker (* 1825)
- 07. September: Mehmed Ali Pascha, türkischer Feldherr (* 1827)
- 09. September: Karl Tomaschek, österreichischer Germanist, Literaturhistoriker und Hochschullehrer (* 1828)
- 12. September: Friedrich von Alberti, deutscher Geologe (* 1795)
- 17. September: Jakob Anderegg, Schweizer Bergführer (* 1829)
- 22. September: Wilhelm Zimmermann, deutscher protestantischer Theologe (* 1807)

### Viertes Quartal
- 01. Oktober: Mindon Min, König von Birma (* 1808)
- 09. Oktober: Abraham Oppenheim, deutscher Bankier und Mäzen (* 1804)
- 11. Oktober: Satanta, Häuptling der Kiowa
- 24. Oktober: John S. Carlile, US-amerikanischer Politiker (* 1817)
- 24. Oktober: Paul Cullen, irischer Kardinal und Erzbischof (* 1803)
- 28. Oktober: Johann Georg Kohl, deutscher Reiseschriftsteller, Geograph und Historiker (* 1808)
- 28. Oktober: Johann Wöbcken, deutscher Politiker (* 1802)
- 04. November: Ludwig Meyn, deutscher Agrarwissenschaftler (* 1820)
- 05. November: Jakob Sengler, deutscher Philosoph und katholischer Theologe (* 1799)
- 06. November: William George Clark, englischer Altphilologe und Shakespeare-Forscher (* 1821)
- 08. November: Hermann Goedsche, deutscher Schriftsteller (* 1816)
- 12. November: Berthold v. Freydorf, Königlich-Preußischer General (* 1820)
- 16. November: Johann Adolf Karl van Heusde, niederländischer Philologe und Literaturwissenschaftler (* 1812)
- 16. November: Manuel Pardo, Staatspräsident von Peru (* 1834)
- 17. November: Adolph Methfessel, deutscher Komponist (* 1807)
- 22. November: Jean Théodore Bergman, niederländischer evangelischer Geistlicher, Philologe und Bibliothekar (* 1795)
- 22. November: Ludwik Mierosławski, polnischer Revolutionär (* 1814)
- 26. November: Theodor Albert Anton Muther, deutscher Rechtswissenschaftler und Historiker (* 1826)
- 27. November: Albert Emil Brachvogel, deutscher Schriftsteller (* 1824)
- 30. November: Julius Krais, deutscher Pfarrer und Dichter (* 1807)
- 10. Dezember: Henry Wells, US-amerikanischer Unternehmer (* 1805)
- 15. Dezember: Nikolai Chanykow, russischer Forschungsreisender (* 1819)
- 15. Dezember: Calvin Galusha Coolidge, US-amerikanischer Farmer und Politiker (* 1815)
- 16. Dezember: Richard Hartmann, deutscher Maschinenbauunternehmer (* 1809)
- 18. Dezember: Michael Anthony Anfossi, indischer Titularbischof und Apostolischer Vikar (* 1799)
- 18. Dezember: Heinrich Proch, österreichischer Komponist (* 1809)
- 18. Dezember: Philipp Wirth, deutscher Maler und Fotograf (* 1808)
- 19. Dezember: Bayard Taylor, US-amerikanischer Reiseschriftsteller und Dichter (* 1825)
- 23. Dezember: Fabio Maria Asquini, italienischer Kurienkardinal (* 1802)
- 23. Dezember: Johann Jakob Scherer, Schweizer Politiker (* 1825)
- 24. Dezember: Lucy Anderson, englische Pianistin (* 1797)
- 24. Dezember: Heinrich Buff, deutscher Physiker und Chemiker (* 1805)
- 26. Dezember: Auguste Auspitz-Kolár, österreichisch-böhmische Pianistin und Komponistin (* 1844)
- 26. Dezember: Georgine Schubert, deutsche Schauspielerin und Sängerin (* 1840)
- 28. Dezember: José Bernardo Alcedo, peruanischer Komponist (* 1788)
- 28. Dezember: Johann Christian Ott, Schweizer Kaufmann, Beamter und Dichter (* 1818)
- 29. Dezember: Onslow Stearns, US-amerikanischer Politiker (* 1810)